# Биткойн
Битко́йн, или битко́ин (англ. Bitcoin, от bit — бит и coin — монета) — пиринговая платёжная система, использующая одноимённую единицу для учёта операций. Для обеспечения функционирования и защиты системы используются криптографические методы, при этом вся информация о транзакциях между адресами системы доступна в открытом виде.
Минимальная передаваемая величина (наименьшая величина дробления) — 10−8 биткойна — получила название «сато́ши» — в честь создателя Сатоси Накамото, хотя сам он использовал в таких случаях слово «цент».
Электронный платёж между двумя сторонами происходит без посредников и необратим — нет механизма отмены подтверждённой операции (включая случаи, когда платёж был отправлен на ошибочный или несуществующий адрес, или когда транзакция была подписана закрытым ключом, который стал известен другим лицам). Никто не может даже косвенно распорядиться средствами на чужом адресе (заблокировать, арестовать, изъять, списать). Однако предусмотренная технология мультиподписи позволяет привлечь третью сторону (арбитра) и реализовать возможность возврата средств при оговорённых условиях. При помощи специального языка сценариев есть возможность реализовать и другие варианты умных контрактов, однако он не доступен из графического интерфейса и не полон по Тьюрингу, в отличие от более поздних блокчейн-систем (см. Ethereum).
Разные авторы по-разному классифицируют биткойны. Чаще всего встречаются варианты: криптовалюта, виртуальная валюта, цифровая валюта, электронная наличность.
Биткойны могут использоваться для обмена на товары или услуги лишь у тех продавцов, которые согласны их принимать. Обмен на обычные валюты происходит через онлайн-сервисы обмена цифровых валют, другие платёжные системы, обменные пункты или напрямую между заинтересованными сторонами. Котировка биткойна зависит исключительно от баланса спроса и предложения, она никем не регулируется и не имеет ограничительных уровней (нет валютного коридора). При этом никто не обязан принимать биткойны, то есть не существует механизма получить за них хоть что-нибудь, если по какой-то причине их откажутся покупать или принимать в оплату.
Комиссия за проведение операций назначается отправителем добровольно и является частью транзакции, подписанной владельцем закрытого ключа. Майнеры вольны выбирать, какие транзакции включать в блок, а какие оставить в очереди. Как правило, майнеры ранжируют новые транзакции по убыванию комиссий, максимизируя свою выгоду от закрытия блока. Поэтому размер комиссии может влиять на скорость подтверждения транзакции, то есть включения её в блок. Обычно рекомендуемый размер комиссии подсказывается программой-клиентом. Транзакции без указания комиссии попадают в общую очередь, не блокируются, но время их обработки может быть неограниченно велико.
Одна из главных особенностей системы — полная децентрализация: в ней нет центрального администратора или какого-либо его аналога. Необходимым и достаточным элементом этой платёжной системы является базовая программа-клиент (имеет открытый исходный код). Запущенные на множестве компьютеров программы-клиенты соединяются между собой в одноранговую сеть, каждый узел которой равноправен и самодостаточен. Невозможно государственное или частное управление системой, в том числе изменение суммарного количества биткойнов. Заранее известны объём и время выпуска новых биткойнов, но распределяются они относительно случайно среди тех, кто использует своё оборудование для вычислений, результаты которых являются механизмом регулирования и подтверждения правомочности операций в системе «Биткойн» (см. метод доказательства выполнения работы).
Одним из следствий децентрализации является потенциальная возможность «двойного расходования», то есть передача одних и тех же биткойнов разным получателям. В обычных условиях от этого защищает включение транзакции в блокчейн. Но если контролировать более 50 % суммарной вычислительной мощности биткойн-сети, то существует теоретическая возможность «заменить» одну цепочку транзакций на другую.
Первым биткоин-адресом, ставшим публично известным, был 1Fb6dxX2K6BfkZZycQ4dBv6uPcbtvDi7Gq. В отличие от многих других криптовалют, биткоин использует единый блокчейн для передачи монет между пользователями.

## Стандартизация
URI-схема "bitcoin: " для операций с биткойнами через гиперссылки официально включена в спецификации WHATWG для HTML5.

### Символ
В качестве сокращения вместо «биткойн» часто пишут латинские BTC. Такая запись похожа на коды валют, однако подобный код международным стандартом ISO 4217 пока не присвоен. 7 октября 2014 года Bitcoin Foundation опубликовала планы добиться стандартизации кода для биткойна. Запись BTC противоречит принятой в стандарте системе — именовать «глобальные товары» начиная с X (например, золото имеет код XAU). В качестве кандидата рассматривают вариант XBT. При указании BTC или XBT имеется в виду расчётная единица, а не сеть, набор алгоритмов или какая-либо другая сущность, относящаяся к данной тематике.
Знак биткойна  с 2017 года включён в стандарт Юникода (версии 10.0), ему присвоен номер U+20BF (₿). До этого иногда применяли символ ฿ — знак тайского бата.
Биткойн также добавлен в список валют в Microsoft Excel 2016.

### Названия в русскоязычных текстах
При употреблении названия в русскоязычных текстах нет устоявшейся нормы, часто используют один из трёх вариантов:
- транскрипция «биткойн»[23][24], соответствующая правилам англо-русской практической транскрипции, используемой для передачи английских собственных имён, а также других лексических единиц, непосредственно заимствуемых из английского языка (например, терминов), для которых не существует исторически сложившейся (традиционной) передачи на русский язык; с 12 сентября 2014 года используется на сайте Bitcoin Project.
- транслитерация «биткоин»[6] использовалась на сайте Bitcoin Project до 12 сентября 2014 года в одной из статей Большой российской энциклопедии[25].
- оригинальное написание латиницей[9];

Разное написание встречается даже в публикациях одной организации, одного издания.

## История создания
Марк Андрессен, разработчик графического интернет-браузера NCSA Mosaic, считает, что на фундаментальном уровне система «Биткойн» является прорывом в области компьютерных наук, который опирается на 20 лет исследований «электронной наличности» и 40 лет работы в области криптографии тысяч исследователей по всему миру.
В 1983 году Дэвид Чаум и Стефан Брэндс предложили первые протоколы «электронной наличности».
В мае 1997 года Адам Бэк для противодействия отправке спама и DoS-атакам предложил Hashcash, основанную на системе доказательства выполнения работы. Впоследствии подобная система в другой реализации стала частью процедуры создания новых блоков в биткойн-базе.
Идеи криптовалюты «b-money» описал в 1998 году Вэй Дай в рассылке шифропанков. Независимо от него примерно в то же время аналогичные идеи предложил Ник Сабо для «bit-gold». Ник Сабо также предложил модель рыночного механизма, основанного на управлении инфляцией, и исследовал некоторые аспекты выявления надёжной информации в ненадёжной децентрализованной системе (задача византийских генералов).
Позднее Хэл Финни реализовал связку цепочек хеш-блоков для системы Hashcash на базе чипа для шифрования IBM в рамках спецификации TPM. Хэл Финни стал вторым участником сети Биткойн.
18 августа 2008 был зарегистрирован домен bitcoin.org. 31 октября 2008 в почтовой рассылке, посвящённой криптографии, человеком или группой людей под псевдонимом Сатоси Накамото (англ. Satoshi Nakamoto) была опубликована ссылка на white paper с названием «Bitcoin: A Peer-to-Peer Electronic Cash System» — сжатое описание протокола и принципа работы платёжной системы в виде одноранговой сети.
3 января 2009 года был сгенерирован первый блок, за который начислено первое вознаграждение 50 биткойнов, опубликован исходный код программы-клиента. Первая транзакция по переводу биткойнов произошла 12 января 2009 года — Сатоси Накамото отправил Хэлу Финни 10 биткойнов. Первый обмен биткойнов на национальные деньги произошёл в сентябре 2009 года — Марти Малми (Martti Malmi) отправил пользователю с псевдонимом NewLibertyStandard 5050 биткойнов, за которые получил на свой счёт в PayPal 5,02 доллара. NewLibertyStandart предложил использовать для оценки биткойнов стоимость электроэнергии, затрачиваемой на генерацию.
Первый обмен биткойнов на реальный товар произошёл 22 мая 2010 года — американец Ласло Ханеч за 10 000 биткойнов получил две пиццы с доставкой.
Дальнейшую разработку организует и координирует сообщество разработчиков, при этом любые значительные изменения в протоколе должны быть приняты большинством владельцев майнинговых пулов.
1 августа 2017 года группа разработчиков и майнеров запустила форк «Биткойна» под названием «Bitcoin Cash». Новая криптовалюта имеет общую историю с «Биткойном»: обратную совместимость по структуре блока до 1 августа, но имеет несовместимую структуру после 1 августа.

## Описание
Исторически первым решением проблемы оплаты удалённому продавцу была только прямая пересылка наличных денег. При этом стороны сделки не обязаны были доверять друг другу, если продавец мог убедиться в подлинности полученных денег, а у покупателя было подтверждение передачи денег, чтобы с продавца можно было требовать исполнения обязательств. Со временем появились посредники, которым доверяли обе стороны сделки. Покупатель передавал посреднику деньги, а продавец получал их в другом месте от посредника или его представителя. Физически деньги при этом не всегда надо было транспортировать, так как посредники могли использовать местный запас средств. Отказ от массовой физической транспортировки денег позволил ускорить и удешевить платежи, сделать их безопаснее. Одним из дополнительных свойств таких платёжных систем стала возможность блокировать или отменять платежи. С развитием компьютерных технологий существенно упростились и ускорились банковские безналичные платежи. Но их использование требует обязательного раскрытия части конфиденциальной информации перед банками, что делает её доступной контролирующим органам. Объективное удобство использования посредников вместо физической транспортировки денег позволило существенно упростить систему государственного контроля за платежами — достаточно было установить контроль над посредниками или обязать их контролировать «подозрительные» сделки. Требовалось также снижение транзакционных затрат, которые в некоторых случаях забирали до половины прибыли от сделки.
Неоднократно делались попытки создать систему удалённых платежей, которая была бы дешевле, менее зависима от посредников, но не менее надёжна и безопасна. Однако попытки создать «электронные деньги», которые можно было бы передавать между контрагентами так же легко и надёжно, как наличные, не приводили к успеху. Проблема была в способности компьютеров делать точную копию любой цифровой информации, что позволяло многократно использовать для разных платежей одну и ту же электронную «монету» — покупатель может оплатить товар, а потом направить точную копию использованной электронной «монеты» другому продавцу. Из-за этого в любых электронных платёжных системах, кроме криптовалют, только сторонний доверенный посредник гарантирует продавцу, что он получил не копию ранее кому-то уплаченных денег.
Марк Андрессен отмечает, что система «Биткойн» является первым практическим решением давней информационной проблемы — как обеспечить доверие между сторонами к полученной информации в ситуации, когда ни у одной из сторон нет доверия как к действиям другой стороны, так и к открытому незащищённому каналу связи, по которому эта информация передаётся. «Биткойн» первым предоставил возможность прямой передачи прав собственности другому лицу через Интернет без привлечения внешних гарантов, при этом передачу никто не может оспорить, отсутствует обязательная комиссия за проведение операций, любые транзакции могут осуществляться для каждой из сторон бесплатно. Билл Гейтс в интервью Bloomberg сказал, что «Биткойн» показывает, насколько дешёвыми могут быть денежные переводы.

## Принцип работы
Биткойны существуют только в виде записей в реплицированной распределённой базе (см. блокчейн), в которой в общедоступном открытом (нешифрованном) виде хранятся все транзакции, с указанием биткойн-адресов отправителей (получателей), но без информации о реальном владельце этих адресов. В базе нет отдельных записей о текущем количестве биткойнов у какого-либо владельца. Лишь на основании цепочек транзакций становится понятным текущее количество биткойнов, связанных с тем или иным биткойн-адресом. То есть можно увидеть, что на адрес поступил 1 биткойн, а по другой транзакции на этот же адрес поступило 2 биткойна, третья транзакция отправила с этого адреса 1 биткойн. Но в базе не хранится отдельной записи, сколько всего сейчас биткойнов числится за данным адресом — просто предоставляется возможность в любой момент это легко подсчитать. Такие подсчёты автоматически делают клиентские программы, пользователь может и не замечать раздробленности информации.

### Ключи

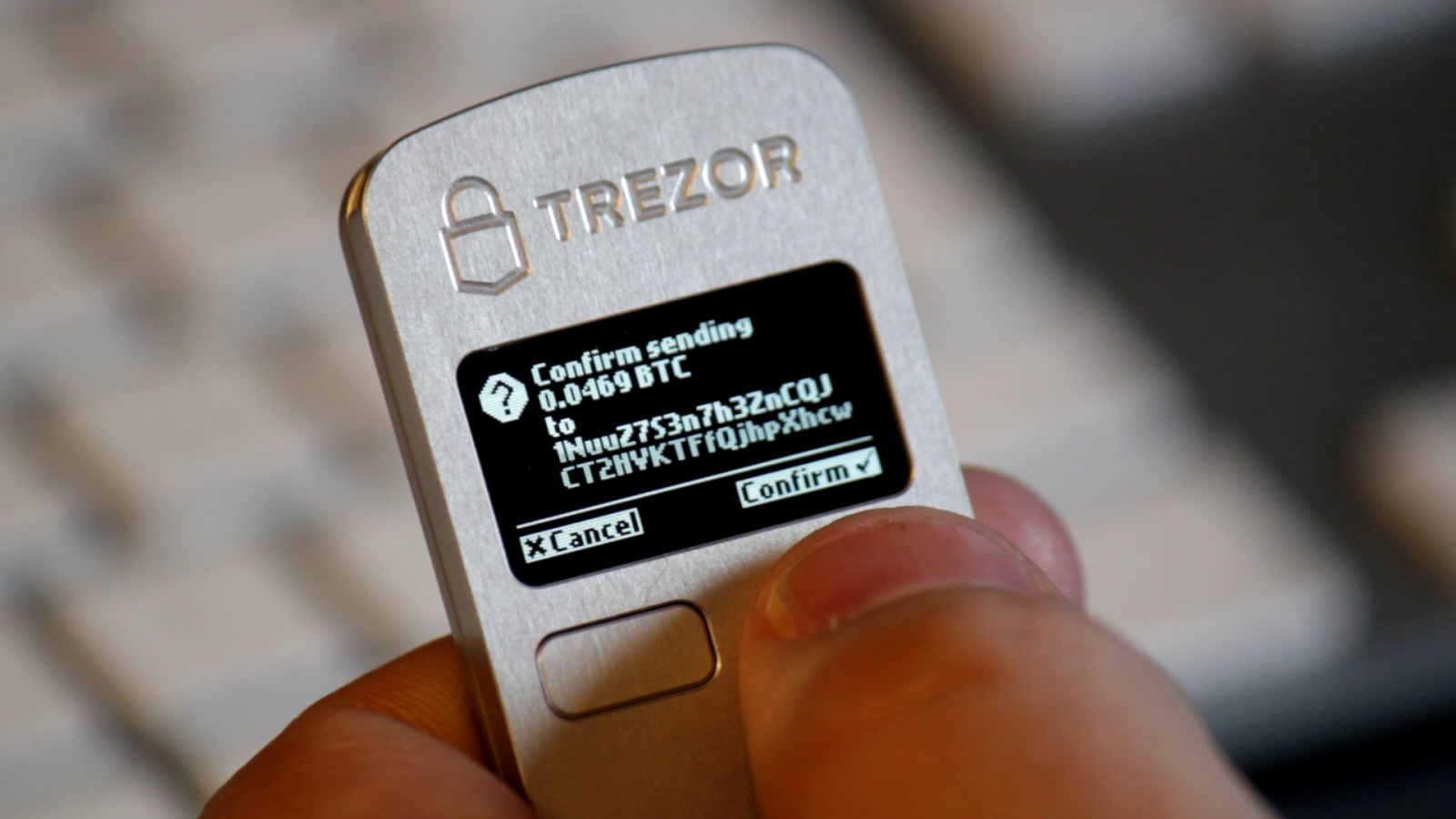
Трезор — аппаратный хранитель ключей

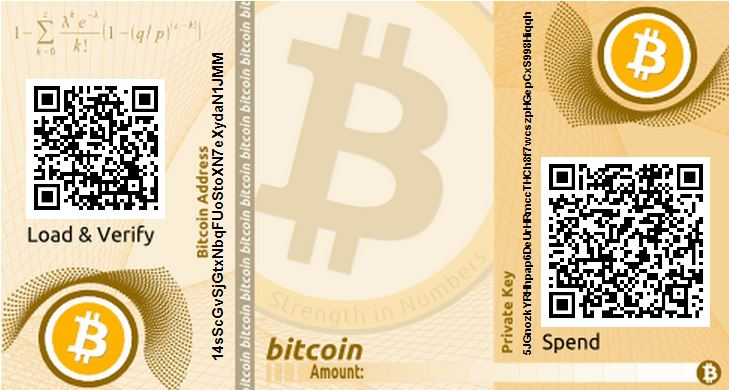
Пара ключей и биткойн-адрес для печати на бумаге, сгенерированные сервисом bitaddress.org

Каждый пользователь системы может генерировать неограниченное количество пар ключей (алгоритм ECDSA с параметром secp256k1). Размер закрытого ключа — 256 бит, а соответствующего ему открытого ключа — 512 бит.
Основное использование ключей — создание биткойн-адреса и подтверждение правомочности формирования транзакций. Но они могут использоваться и для цифровой подписи или шифрования при переписке.
Создание новой пары ключей автономно и не требует соединения с сетью или Интернетом. Созданные ключи обычно хранят в специальном шифрованном файле wallet.dat («кошельке»). Пользователь придумывает пароль только для доступа к информации из файла «wallet.dat», то есть для доступа к своим парам ключей. Для распоряжения биткойнами наличие этого файла не является обязательным — в большинстве случаев будет достаточно каким-либо образом получить закрытый ключ.
Хранить ключи можно на любом носителе, не только на карте памяти, но и в бумажном виде. Существуют онлайн-кошельки, например, Blockchain, Circle Snapcard или Coinbase, которые достаточно просты в использовании. Однако подобный инструмент снижает степень защищённости ключей, так как проблемы с сайтом такого сервиса, в том числе его взлом, могут привести к перебоям в использовании своих биткойнов или даже их утрате.

### Адресация
Адреса создаются при помощи генерации асимметричной пары криптографических ключей, для чего не требуется подключения к Интернету.
Человек может иметь неограниченное число адресов, создавая их по своему желанию. Каждому возможному адресу соответствует баланс, выраженный в биткойнах. Все адреса с ненулевым балансом записаны в децентрализованную цепочку блоков транзакций, защищённую от изменений. При создании адреса его баланс всегда нулевой и может быть пополнен либо отправкой биткойнов с других адресов, либо путём создания новых биткойнов и комиссионных сборов за счёт майнинга.
Биткойн-адрес является последовательностью байт, полученных в результате определённого преобразования открытого ключа. Чаще всего его записывают в кодировке Base58, что выглядит как строка длиной до 34 букв латинского алфавита и цифр, и для человека кажется хаотичным набором символов, например: 1A1zP1eP5QGefi2DMPTfTL5SLmv7DivfNa (первый сгенерированный биткойн-адрес). Адреса с небольшим количеством неслучайных символов могут быть получены путём перебора. Первый символ адреса является всегда единицей для обычных адресов или тройкой для адресов, созданных с использованием мультиподписи. Адрес содержит контрольную сумму, предназначенную для выявления случайных опечаток в нём.
Передача биткойнов на адрес происходит с контролем формальной корректности адреса получателя, но без контроля реального существования публичного и секретного ключей, которые бы ему соответствовали. Так адреса 1111111111111111111114oLvT2 или 1BitcoinEaterAddressDontSendf59kuE являются корректными, однако создание соответствующего им приватного ключа вычислительно маловероятно. Хотя биткойнами, отправленными на такие адреса, никто потом не сможет воспользоваться, тем не менее, в силу разных причин биткойны на них поступают. Например, по состоянию на апрель 2025 года на адрес 1111111111111111111114oLvT2 в результате более 342 тыс. транзакций суммарно попало более 675 биткойнов, на адресе 1BitcoinEaterAddressDontSendf59kuE — более 13 биткойнов за почти 300 транзакций.
Адреса также могут быть отображены в виде QR-кодов и других штрихкодов, пригодных для машинного считывания, например, мобильными устройствами.
Если секретный ключ утерян, биткойн-сеть не примет никаких других доказательств права собственности. Создать для существующего адреса новый ключ не получится, так как уникальной паре ключей всегда соответствует свой адрес. Биткойны, связанные с адресом, для которого нет закрытого ключа, становятся недоступными, фактически утрачиваются. В конце ноября 2013 года на BBC прошёл сюжет о британце, который на местной свалке искал выброшенный им ранее свой старый компьютерный жёсткий диск с секретным ключом к адресу, на котором ещё с 2009 года хранилось 7,5 тыс. биткойнов. Из новостей британец узнал о значительном росте курса биткойна и «осознал, что натворил». На момент «раскопок» стоимость утраченных биткойнов превысила 7,5 млн долларов.

#### Конфиденциальность

Сравнение традиционной модели приватности с моделью приватности в системе Биткойн

Традиционная модель приватности достигается системой ограничения доступа к информации: о транзакции будут знать только две стороны и банк. В системе «Биткойн» все транзакции публичны, хранятся в открытом нешифрованном виде со свободным доступом к любому блоку, а приватность достигается полным отсутствием в системе персональных данных владельцев биткойн-адресов. Сатоси Накамото для повышения конфиденциальности рекомендовал создавать отдельные адреса для каждой транзакции. Это осложняет сопоставление адресов с конкретным владельцем.
По мнению ряда авторов, с точки зрения приватности биткойн‑адреса являются псевдонимами пользователей системы. Если удаётся связать биткойн-адрес с конкретным человеком, то эта персонализация будет справедлива для всех транзакций с использованием этого адреса. В июле 2011 года было показано, что на основе общедоступной информации возможно связать многие биткойн-адреса как друг с другом, так и с определённой внешней идентифицирующей информацией. Обменники, магазины и хранилища кошельков, опираясь на электронную почту, IP-адреса, номера кредитных карт и т. п., способны выявлять и персонифицировать значительную часть биткойн-транзакций.
Существенно повышает конфиденциальность применение «биткойн-миксеров». В этом случае сумма реального платежа дробится на несколько стандартных порций (например, один платёж на 35 000 сатоши может отправляться тремя стандартными порциями по 10 000 сатоши и одной — на 5000). Но при этом в одной транзакции миксера на входе присутствуют биткойны стандартных и нестандартных порций большого количества разных пользователей и той же транзакцией выполняется отправка платежей сразу на много разных адресов. Это затрудняет сопоставление отправителей и получателей платежей.

### Транзакции

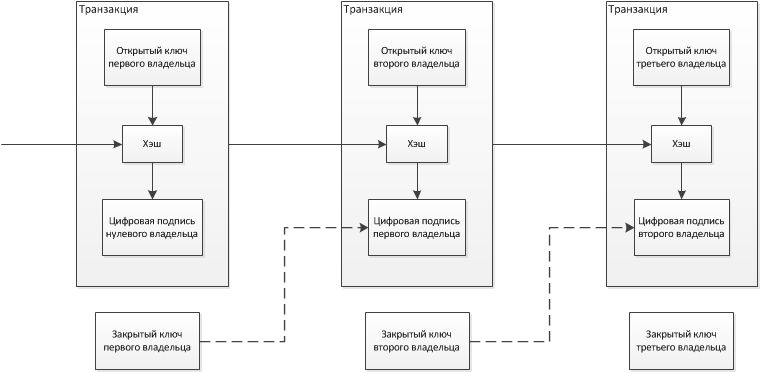
Упрощённая структура последовательных транзакций с одним входом и одним выходом

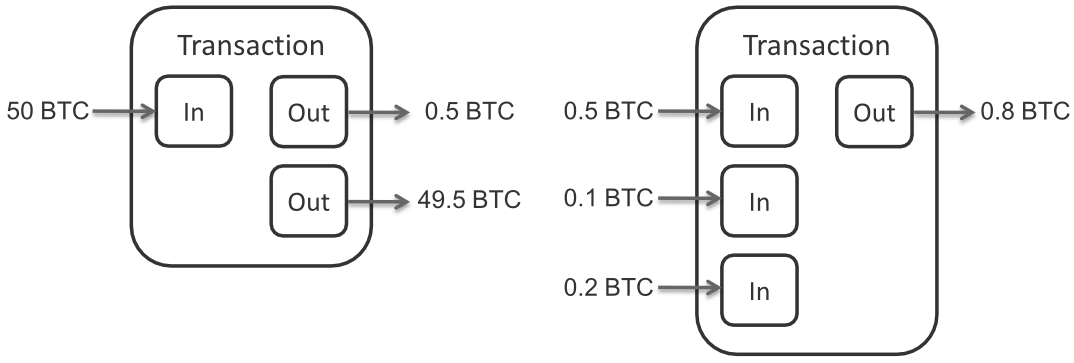
Примеры множественных входов и выходов в транзакциях

Биткойны могут быть переданы любому, кто сообщит корректный биткойн-адрес или открытый ключ. Для передачи биткойнов текущий владелец создаёт новую транзакцию, которая, помимо указаний о количестве передаваемых биткойнов, содержит подписанный инициатором хеш предыдущей транзакции, по которой биткойны были получены. Предыдущая транзакция становится «входом» текущей транзакции. Также указывается публичный ключ или биткойн-адрес нового получателя («выход») (см. схематическую структуру на рисунке). Транзакция широковещательным запросом по открытым каналам без шифрования отправляется в сеть. Остальные узлы сети, прежде чем принять транзакцию к обработке, проверяют подписи. Правильность подписи свидетельствует, что инициатор действительно является владельцем секретного ключа для адреса «выхода».
Транзакции поддерживают произвольное количество «входов» (ссылок на предыдущие транзакции, в том числе в пользу разных адресов) и «выходов» (указания о получателях). Значения со всех «входов» суммируются, и сумма распределяется по «выходам».
Особенностью протокола является невозможность взять лишь некоторую часть биткойнов из «входа». Если на адрес было передано 2 биткойна одной транзакцией, то при следующей операции с указанием этой транзакции в качестве «входа» автоматически будет подразумеваться передача 2 биткойнов. Однако их можно распределить на несколько «выходов», один из которых может указывать на этот же адрес, то есть часть биткойнов будет передана самому себе («сдача»). Но остаток не обязательно отправлять на адрес из входного списка. Например, «Bitcoin-qt» отправляет каждый остаток на новый биткойн-адрес из резерва заранее созданных адресов.
Отменить стандартную транзакцию невозможно даже при явной ошибке или мошенничестве. Однако предусмотрено использование мультиподписей, в том числе для сделок с участием арбитра, что может обеспечить возврат биткойнов при невыполнении контрагентами оговорённых условий.
Передача биткойнов сводится к указанию условий дальнейшего распоряжения ими. Условия формируются с применением открытых ключей. Для следующей операции с этими биткойнами потребуется соответствующая электронная подпись с применением секретных ключей (см. криптосистема с открытым ключом), что и будет выполнением условий. Сеть проверяет подписи парными открытыми ключами. Таким образом, распорядиться биткойнами сможет только владелец секретного ключа. Наиболее типичным условием является простое указание биткойн-адреса, который формируют на основе открытого ключа. Условия могут быть и другими. Например, можно потребовать использовать последовательно несколько цифровых подписей (то есть получить согласие нескольких сторон) или указать открытый ключ и IP-адрес — тогда цифровую подпись надо будет выполнить на компьютере с оговорённым IP-адресом.

#### Комиссионные сборы
В системе «Биткойн» не предусмотрено обязательной комиссии. Пользователи могут добровольно установить любой её размер. Если сумма «входов» транзакции больше суммы «выходов», то разница считается комиссией, и она достанется создателю блока с данной транзакцией. Различные программы-клиенты имеют свои правила и настройки относительно комиссии и чаще всего рекомендуемый размер комиссии они вычисляют автоматически.
Тот, кто генерирует новый блок, может по своему усмотрению добавлять в него транзакции из очереди. Например, он может отобрать только транзакции с комиссией. По состоянию на начало 2015 года обычно 50 000 байт в блоке резервируется под приоритетные транзакции вне зависимости от комиссии. За счёт транзакций с комиссией величина блока может достигать 750 000 байт. Между компьютерами сети «Биткойн» установлено ограничение скорости в 15 килобайт в минуту для ретрансляции информации о транзакциях без комиссии, которые ещё не включены ни в один блок. Таким образом, нет гарантии, что транзакция без комиссии будет включена в ближайший блок.

### Блоки транзакций

Основная последовательность блоков (чёрные) является самой длинной от начального (зелёный) до текущего. Побочные ветви (фиолетовые) отсекаются. Здесь новые блоки находятся выше, старые — ниже.

Отдельные транзакции объединяют вместе с другими транзакциями в специальную структуру — блок. Информация в блоках открыта, не шифруется, её можно быстро перепроверить.
Каждый блок всегда содержит свой порядковый номер и хеш предыдущего блока. Все блоки можно выстроить в одну цепочку, которая содержит информацию о всех совершённых когда-либо операциях с биткойнами. С ними можно ознакомиться, например, на специализированных сайтах — браузерах цепочек блоков (англ. Blockchain explorer).
Первая транзакция в блоке всегда формируется автоматически и передаёт вознаграждение за создание блока. Остальное наполнение блока берут из очереди транзакций, которые ещё не были записаны в предыдущие блоки. Создающий блок участник может сам отобрать включаемые в блок транзакции, например, не взять в блок транзакции без комиссии.
Не всякий сформированный блок будет принят остальными участниками. Требуется, чтобы числовое значение хеша заголовка не превышало установленного значения (параметр «сложность»). Чем меньше задано значение, тем меньше вероятность выполнения условия. В служебной области блока выделено место для произвольных значений. Если хеш заголовка неудовлетворителен (его числовое значение больше параметра «сложность»), тогда блок произвольных значений заменяются на новые и расчёт хеша повторяется. Результат хеширования (функции SHA-256) непредсказуем, поэтому нет алгоритма целенаправленного изменения произвольной области для достижения желаемого результата. Обычно требуется большое количество пересчётов. Параметр «сложность» каждые 2016 блоков (примерно раз в две недели) автоматически устанавливается так, чтобы поддерживать постоянной среднюю скорость создания блоков (примерно 1 блок в 10 минут). Если блоки формируются быстрее, то после пересчёта «сложности» достичь цели становится труднее, и наоборот. Поэтому изменение суммарной вычислительной мощности сети лишь очень незначительно изменяет количество создаваемых блоков.
Когда подходящий вариант хеша найден, узел рассылает полученный блок другим подключённым узлам для проверки. Если ошибок нет, то каждый узел сети получивший блок записывает его в свой экземпляр базы.
При формировании блоков могут возникнуть ситуации, когда несколько новых блоков считают предыдущим один и тот же блок. Это явление называется ветвлением и происходит из-за одновременного формирования блоков «майнерами».
До включения транзакции в блок есть техническая возможность оформления нескольких разных транзакций по передаче с одного адреса одних и тех же биткойнов разным получателям. Как только транзакция будет включена в блок, остальные транзакции с этими же биткойнами система будет уже игнорировать, то есть в цепочке блоков останется только одна транзакция. Но если контролировать более 50 % суммарной вычислительной мощности сети, то существует теоретическая возможность при любом пороге подтверждений формировать параллельную более длинную цепочку блоков, в которой те же биткойны будут переданы другому получателю (проблема «двойного расходования», часто её называют «Атака 51 %»). Когда сеть получит сведения о второй цепочке блоков, она станет основной, а транзакция в ней — подтверждённой, первая же транзакция утратит подтверждения и будет считаться ошибочной. В результате не произойдёт удвоения биткойнов, но изменится их текущий владелец, при этом первый получатель утратит биткойны без каких-либо компенсаций.

### Майнинг

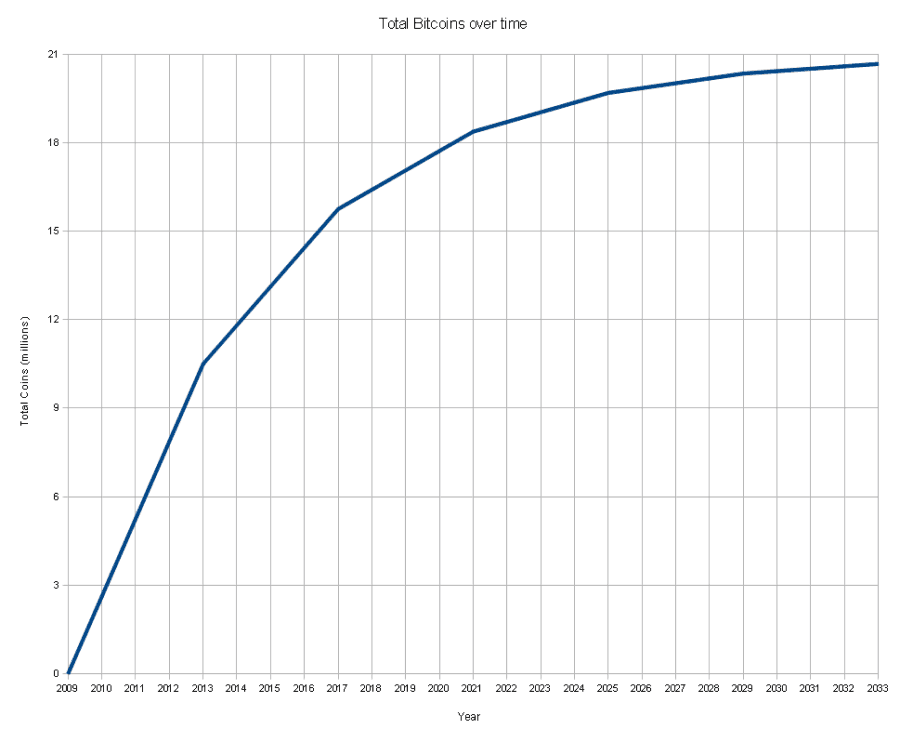
Количество биткойнов с течением времени (годы c 2009 по 2033)

Логарифмический график сложности майнинга

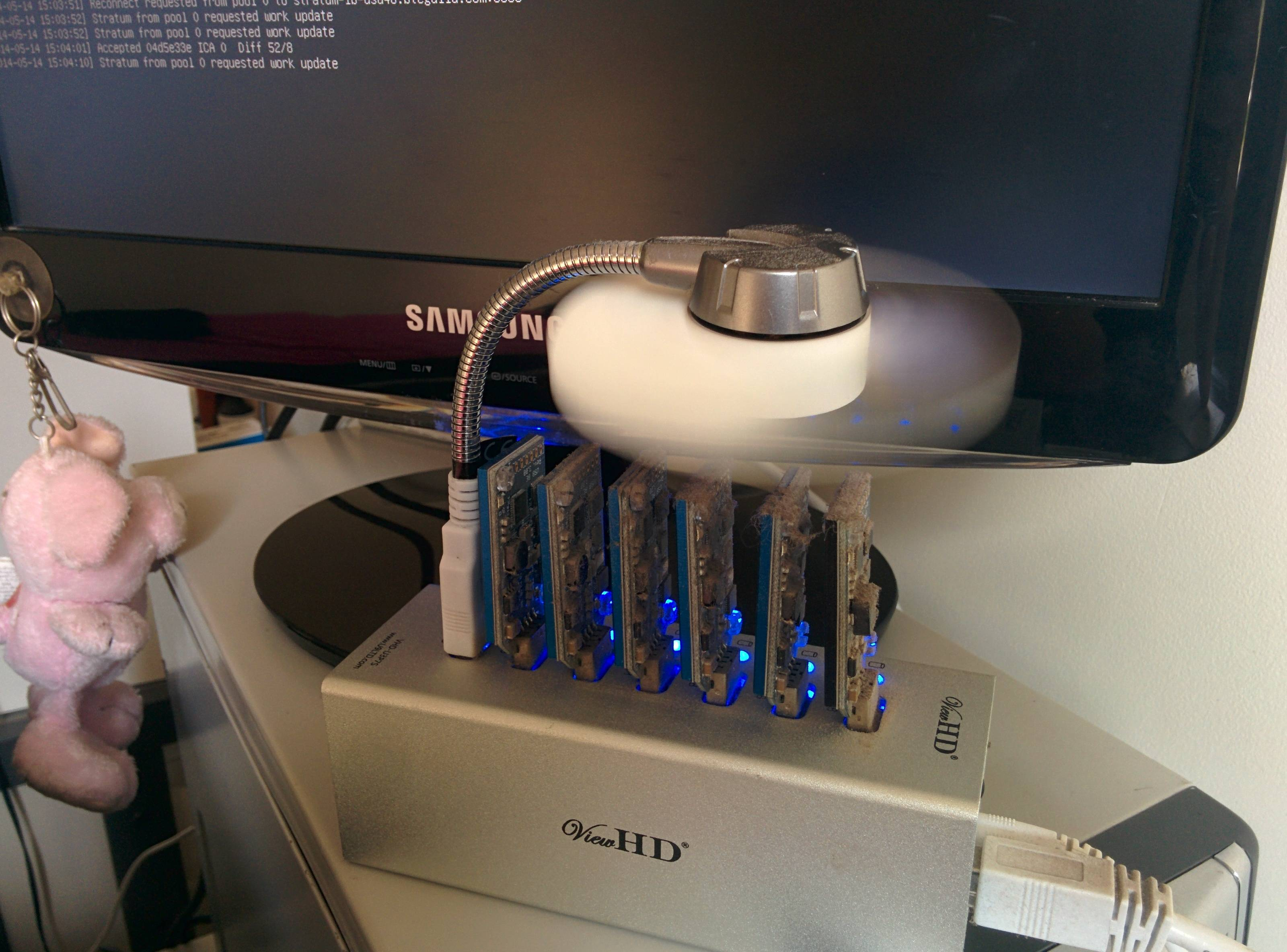
Блок из нескольких ASIC-плат в форме USB-модулей, широко используется для майнинга с 2013 года

Выпуск новых биткойнов децентрализован, не зависит от какого-либо регулирующего органа, объём эмиссии известен заранее (см. график количества биткойнов до 2033 года). Стандартная порция новых биткойнов прибавляется к сумме комиссий из транзакций, включённых в очередной блок. Итоговую сумму в качестве вознаграждения получает тот, кто добавил очередной блок в базу транзакций.
Деятельность по созданию новых блоков ради возможности получить вознаграждение в форме эмитированных биткойнов и комиссионных сборов получила название «майнинг» (от англ. mining — добыча полезных ископаемых).
В первых версиях программы-клиента была кнопка «сгенерировать новые биткойны». Для поиска хеша заголовка нового блока использовался центральный процессор компьютера. Вероятность успешного создания блока майнером приблизительно равна отношению его вычислительной мощности к вычислительной мощности всей сети, и если это отношение очень мало, то вероятность получения награды даже за длительный промежуток времени будет незначительной. Желающие увеличить вероятность получения вознаграждения стремятся задействовать как можно большие вычислительные мощности. Особенность задачи перебора хешей позволяла применить максимальное распараллеливание вычислений. Для этого хорошо подошли многопоточные графические процессоры (GPU) после появления небольшой дополнительной программы (в сотни раз производительнее CPU) и платы с FPGA (производительность аналогична видеокартам, но превосходят их по энергоэффективности). После этого майнинг при помощи центрального процессора оказался нецелесообразным из-за слишком малой вероятности получить вознаграждение, и кнопку в программе-клиенте убрали. Позднее были выпущены специализированные процессоры (ASIC), ориентированные на вычисление хешей для сети «Биткойн», ещё более производительные, чем GPU и FPGA. С 2013 года майнинг без специализированных процессоров (на видеокартах или центральном процессоре) стал нерентабельным: стоимость потребляемой электроэнергии превысила средний результат.
С 2013 года появляются репортажи о «фабриках биткойнов» — специализированных безлюдных предприятиях, на которых «трудятся» тысячи ASIC-процессоров. Месячный доход фабрики может превышать миллион долларов (несколько тысяч биткойнов). В начале 2015 года, даже если предположить, что все майнеры используют наиболее энергоэффективные процессоры ASIC, суммарный расход электроэнергии на майнинг оценивался в 1,46 тераватт-часа в год, что эквивалентно годовому потреблению 135 000 американских домов (средний уровень порядка 10,8 МВт⋅ч за год). В 2017 году появилась услуга облачного майнинга с использованием арендованной мощности. Обслуживание оборудования, настройка и подключение к интернету берёт на себя компания, предоставляющая данную услугу. В большинстве случаев арендатор может выбрать криптовалюту для майнинга и майнинговый пул для присоединения.
Облачный майнинг может иметь форму:
- аренды физической фермы;
- аренды виртуальной фермы (может являться частью большой физической фермы);
- аренды вычислительной мощности (может располагаться на нескольких физических фермах);

Свои платформы облачного майнинга создали и такие компании, как Cisco, BitDeer, ECOS.
После формирования каждых 210 000 блоков (приблизительно раз в 4 года) запрограммировано размер вознаграждения новыми биткойнами уменьшать вдвое, то есть это значение является убывающей геометрической прогрессией (размер вознаграждения 50 → 25 → 12,5 → …). Общий объём эмиссии биткойнов ограничен, так как является суммой членов убывающей геометрической прогрессии, и не превысит 21 миллион. На май 2014 года в обращении находилось 12,7 миллиона биткойнов.
Первоначально размер эмиссии при создании блока составлял 50 биткойнов. 28 ноября 2012 года произошло первое уменьшение эмиссионной награды с 50 до 25 биткойнов. 9 июля 2016 года произошло второе уменьшение эмиссионной награды с 25 до 12,5 биткойна. 11 мая 2020 — третье до 6,25. 20 апреля 2024 — четвёртое, до 3,125. В 2031 году размер эмиссии при создании блока составит менее одного биткойна и продолжит стремиться к нулю. Предполагается, что эмиссия остановится в 2140 году, поскольку награда за блок не сможет превышать 10−8 BTC, однако задолго до этого постепенно основным источником вознаграждения за формирование новых блоков станут комиссионные сборы.

#### Пулы
Для уменьшения случайности и более равномерного получения биткойнов майнеры используют специализированные веб‑службы — пулы (от англ. pool — общий фонд). Каждый участник ищет свой вариант блока и полученные результаты направляет пулу.
Пул получает вознаграждение как некий мощный сольный майнер. Полученные биткойны пул распределяет между участниками в соответствии с правилами, установленными владельцем пула.
По состоянию на 2016 год большинство крупных пулов находится в КНР: по состоянию на март 2016 года более половины мощности сети разделено между тремя крупными китайскими пулами, четвёртое место занимает пул компании BitFury — одного из первых производителей майнинговых чипов и основанной выходцами из постсоветского пространства.

### Объём данных
Стандартные программы-клиенты ориентированы на работу с полной базой транзакций. Программа-клиент способна работать полностью автономно, как полноценная сеть. Такой механизм обеспечивает работоспособность сети без выделенного сервера и центрального агента, но вынуждает хранить огромный архив всех транзакций. По состоянию на январь 2025 года размер базы составлял около 730 ГБ. На получение, анализ и сохранение базы транзакций при первом запуске может уходить более суток. В случае увеличения числа транзакций до уровней, сравнимых с популярными ныне платёжными системами, проблема хранения и передачи данных может сделать невозможным использование стандартных программных клиентов на большинстве домашних компьютеров.
По этой причине разработаны «тонкие клиенты», которые хранят на жёстком диске только заголовки блоков (около 80 байт), а полное содержимое блоков скачивают по мере необходимости. Это экономит место на диске, но не подходит для майнинга.

### Масштабируемость

Количество транзакций биткойнов в месяц

Размер блока в блокчейне Биткойна ограничен 1 мегабайтом. Когда транзакций было не слишком много, такое ограничение почти ни на что не влияло, но существенно ограничивало возможности DDoS-атаки. С ростом популярности Биткойна число транзакций увеличилось, но из-за ограничения максимального размера блоков не все транзакции «помещались» сразу, периодически возникала очередь. В мае 2017 года ситуация сильно ухудшилась. Некоторые пользователи жаловались, что им приходится ждать подтверждения несколько дней. Для ускорения обработки пользователь может назначить повышенную комиссию. Но это делает использование биткойнов достаточно дорогим, особенно для небольших платежей — исчезает смысл использовать их, например, в кафе и барах.
Один из первых вариантов решения проблемы обработки увеличившегося количества транзакций и уменьшения комиссий предложил один из ведущих разработчиков Гэвин Андресен — предполагалось увеличить максимальный размер блока с 1 мегабайта до 20. Однако эта идея была раскритикована многими другими разработчиками, крупнейшими майнерами и владельцами пулов (сосредоточенными в КНР), а также владельцем самого крупного форума о биткойне bitcointalk и модератором раздела о биткойне на Reddit, поскольку это сильно увеличило бы размер базы данных и снизило бы децентрализацию.
Другим решением проблемы масштабируемости является использование некоторых видов сайдчейнов и в целом протоколов более высокого уровня, развёрнутых поверх протокола биткойна. Этим занимаются компания Blockstream, а также проекты Lightning Network, Rootstock, Segregated Witness, Amiko Pay.
Постепенно было выработано решение Segregated Witness (SegWit) — часть информации хранится не в блокчейне, а в отдельных файлах за пределами цепочки блоков. Разработчики считают, что в результате освободится много места, в блоке будет помещаться больше транзакций и скорость подтверждений увеличится.
В итоге был разработан компромиссный протокол SegWit2x — часть информации хранить за пределами блокчейна и размер блоков постепенно увеличить до 2 Мб.
Группа разработчиков под руководством экс-инженера Facebook Амори Сечета объявила об отказе от SegWit2x и сохранении прежней структуры блокчейна (без хранения информации за его рамками), но увеличении размера блока до 8 Мб. Свою ветку они назвали «Bitcoin Cash».
1 августа 2017 года состоялось «принудительное ветвление». У обеих криптовалют общая начальная история, но блок 478 559 был сформирован дважды в разных форматах. Один из них соответствует протоколу SegWit2x, другой — Bitcoin Cash, который фактически стал первым блоком новой криптовалюты. Все последующие транзакции разделены — попадают в разные ветки блокчейна. Таким образом, кто имел биткойны до 1 августа, после разделения сохранили все свои биткойны, но автоматически стали владельцами ещё и аналогичного количества Bitcoin Cash. Фактически, разделение веток создало возможность двойного расходования из одного и того же кошелька с использованием одних и тех же ключей доступа, хотя это уже две разные криптовалюты, для работы с которыми используется разное ПО, хотя различия и минимальны.
18 декабря 2017 года стало известно о возобновлении активной работы по запуску приостановленного проекта Segwit2x. Идея команды разработчиков заключается в возобновлении и доработке приостановленного проекта Segwit2x и создании «реально анонимного и моментального Биткойна». При этом утверждается, что целью работы является не замена оригинальной сети, а эффективное сосуществование двух сетей с разным предназначением.

## Программное обеспечение

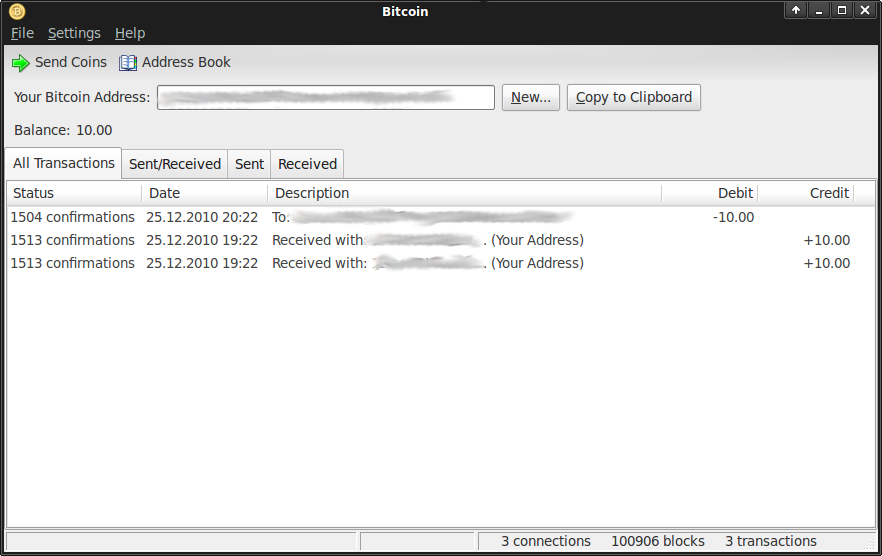
Скриншот программы-клиента Bitcoin-qt

Программное обеспечение узла сети «Биткойн» существует в двух видах: приложение с графическим интерфейсом и фоновое приложение (демон в Unix, служба в Windows). Программы могут удалённо управляться по протоколу JSON-RPC (RFC 4627), разработаны соответствующие классы для PHP5. Это позволяет подключить к одному узлу несколько майнеров, создать собственный пул; сопрячь узел с веб-сайтом.
- Bitcoind — программа-демон, в которой реализован протокол Bitcoin, управляется через командную строку.
- Bitcoin Core (ранее Bitcoin-qt) — клиент на основе первой программы с графическим интерфейсом Qt, формат хранения секретного ключа совместим с bitcoind.
- BitcoinJ — узел сети «Биткойн» на языке Java, разработанный сотрудником Google Майком Хирном (Mike Hearn) в рамках программы «20 % рабочего времени сотрудника»[105]. Имеет только пользовательские функции[106] — не может проверять транзакции и блоки, создавать блоки, но может создавать новые транзакции. Возможно применение в мобильных приложениях для операций с биткойнами.
- Armory — клиент с различными функциями для повышения безопасности, является надстройкой, работающей поверх bitcoind, однако использует собственный формат хранения секретного ключа. По состоянию на начало 2016 года, ведущий разработчик прекратил работу над улучшением проекта, но поскольку исходный код открыт, работа над проектом может быть продолжена любым желающим. Официальный сайт проекта продолжает работать[107].
- Electrum — тонкий клиент, не требующий хранения всей базы транзакций за счёт подключения к одному из полных узлов сети Bitcoin. В качестве seed[англ.] для генерации или восстановления асимметричной пары ключей использует последовательность из 12 английских слов. Существует версия для смартфонов[108].

На май 2015 года существует много сервисов «онлайн-кошельков», которые позволяют пользователям создавать личные биткойн-адреса и управлять ими, аналогично, как это делают почтовые службы. При этом устанавливать отдельные программы не требуется. Но в случае проблем с сайтом его клиенты могут утратить контроль над созданными биткойн-адресами.

## Безопасность
6 августа 2010 года, ещё до широкого распространения системы, была замечена ошибка, которая позволяла обойти проверку, и было возможно сформировать транзакцию с любым количеством биткойнов на выходе. 15 августа таким образом было создано 184 млрд биткойнов. В течение нескольких часов сделка была замечена, работа сети остановлена, ошибочные блоки были удалены из базы транзакций, выпущена исправленная версия программы.
В 2011 году американский эксперт систем компьютерной безопасности Дэн Камински пытался взломать Bitcoin, но не смог найти уязвимости в системе. По мнению Дэна Камински, устойчивость к взлому системы «Биткойн» обусловлена тем, что при разработке изначально предусматривалась вероятность разнообразных атак, «в коде есть признаки того, что аудит проводили люди вроде нас».
11 марта 2013 года после выхода версии 0.8 программы-клиента выявилась несовместимость формата блоков с предыдущей версией программы. Подобная несовместимость форматов регулярно встречается при разработке других программ и обычно решается методом обратной совместимости. Но в системе «Биткойн» программный модуль версии 0.7 отвергал блоки нового формата, что привело к разделению цепочки блоков на две параллельные, которые продолжали наращивать разные версии программы. Произошёл фактический раскол на две параллельные платёжные системы. Было принято решение срочно отказаться от версии 0.8. Примерно через семь часов версия «цепочки 0.7» стала стабильно превышать «цепочку 0.8», которая в соответствии с протоколом была отвергнута.
В системе «Биткойн» невозможно обжаловать и/или отменить транзакции, даже если будет доказано, что владелец о них не знал и не хотел их проводить. Если у пользователя будет украден пароль доступа и биткойны будут переданы на другой адрес, то потерпевший не сможет выяснить, кто это сделал, так как адрес получателя не содержит идентификационной информации. Также нет механизма гарантировать возврат платежа в случае, когда оплата произведена, но услуга или товар не получены. Этим пользуются мошенники.
Есть множество сообщений об использовании для воровства биткойнов ошибок и уязвимостей в сторонних системах. Ранее известная проблема генератора случайных чисел в ОС Android позволяет в некоторых случаях подобрать электронные ключи, в том числе для системы «Биткойн». В 2011 году была выявлена ошибка обработки неподтверждённых транзакций в системах бухгалтерского учёта многих сервисов обмена, которая позволяла произвести зачисление средств без передачи биткойнов. Игнорирование этой проблемы привело к банкротству Mt.Gox. Зафиксированы и другие взломы площадок обмена и пулов совместной добычи. В конце 2013 года с транзитных счетов подпольного магазина Sheep Marketplace было украдено 96 000 биткойнов, принадлежавших пользователям.
В апреле 2014 года Лаборатория Касперского сообщила о росте вирусных атак, направленных на кражи биткойнов, в том числе через воровство файлов с ключами (wallet.dat).
Средствами безопасного хранения биткойнов являются:
- Для защиты от сбоев: бумажные и/или цифровые бэкапы (с возможностью их зашифровать и/или хранить несколько частей в разных местах).
- Для защиты от кражи: «холодное хранение» или аппаратные средства защиты. При этом шифрование кошелька само по себе не является надёжной защитой от троянских программ, поскольку пароль может быть прочитан через кейлогер[119].

### Холодное хранение
Метод заключается в хранении приватного ключа на компьютере, не подключённом к интернету, и с возможностью осуществления операций на компьютере, который имеет подключение к интернету. Данный метод реализован например в Bitcoin‑клиенте Armory.
Также к холодному хранению можно отнести аппаратные кошельки Ledger, Trezor, CoolWallet, KeepKey. Аппаратные кошельки генерируют и хранят приватный ключ внутри устройства. Когда требуется произвести транзакцию, операция проводится внутри оборудования. По окончании устройство выводит лишь электронную подпись транзакции.

### Квантовая угроза
C появлением квантовых компьютеров возникли рассуждения о гипотетической угрозе взлома современных криптографических систем, в том числе используемых в блокчейне.
Исследователи из Корнеллского университета в 2017 году опубликовали научную работу «Квантовые атаки на биткойн и как от них защититься», в которой признают, что при появлении достаточно мощного квантового компьютера криптографические протоколы могут не выдержать атаки. Но последствия для Биткойна зависят от выбранной цели.
Быстродействие реально существующих квантовых компьютеров не столь уж и высоко, а для повышения производительности приходится преодолевать существенные физические ограничения. Кроме того, алгоритмы квантовых вычислений не универсальны, они плохо подходят для вычислений, требующих полного перебора вариантов. В исследовании делается вывод, что в последующие 10 лет (до 2027 года) применяемый в Биткойне алгоритм доказательства работы даже без изменений будет достаточно устойчив к потенциальному существенному ускорению вычислений, которые на практике смогут обеспечить квантовые компьютеры. При этом уже сейчас появились предложения по модернизации алгоритма доказательства работы (на основе поиска коллизий в результатах хеширования), который и при использовании квантовых компьютеров потребует значительного времени.
Более уязвима в Биткойне схема электронной подписи на основе эллиптической кривой. В исследовании делается прогноз, что для существующих 64-битных открытых ключей (которые легко получить непосредственно из блокчейна или после преобразования биткойн-адреса) к 2027 году квантовые компьютеры за приемлемое время смогут находить закрытые ключи. Это создаёт угрозу, что отправить биткойны сможет не владелец закрытого ключа, а владелец квантового компьютера, взломавшего данный открытый ключ. В исследовании отмечается, что хотя квантовые алгоритмы такого взлома ещё не придуманы, но уже существуют и анализируются несколько альтернативных схем подписи, не дающих преимуществ квантовым компьютерам при взломе. Тем не менее, для устранения потенциальной угрозы взлома старых адресов нужно будет и для них менять механизм подписи транзакций. Например, много биткойнов, созданных в первый год и вероятно принадлежащих Накомото, никогда не покидали своих первоначальных адресов, что позволяет затратить значительное время на поиск закрытого ключа.

## «Физические» биткойны

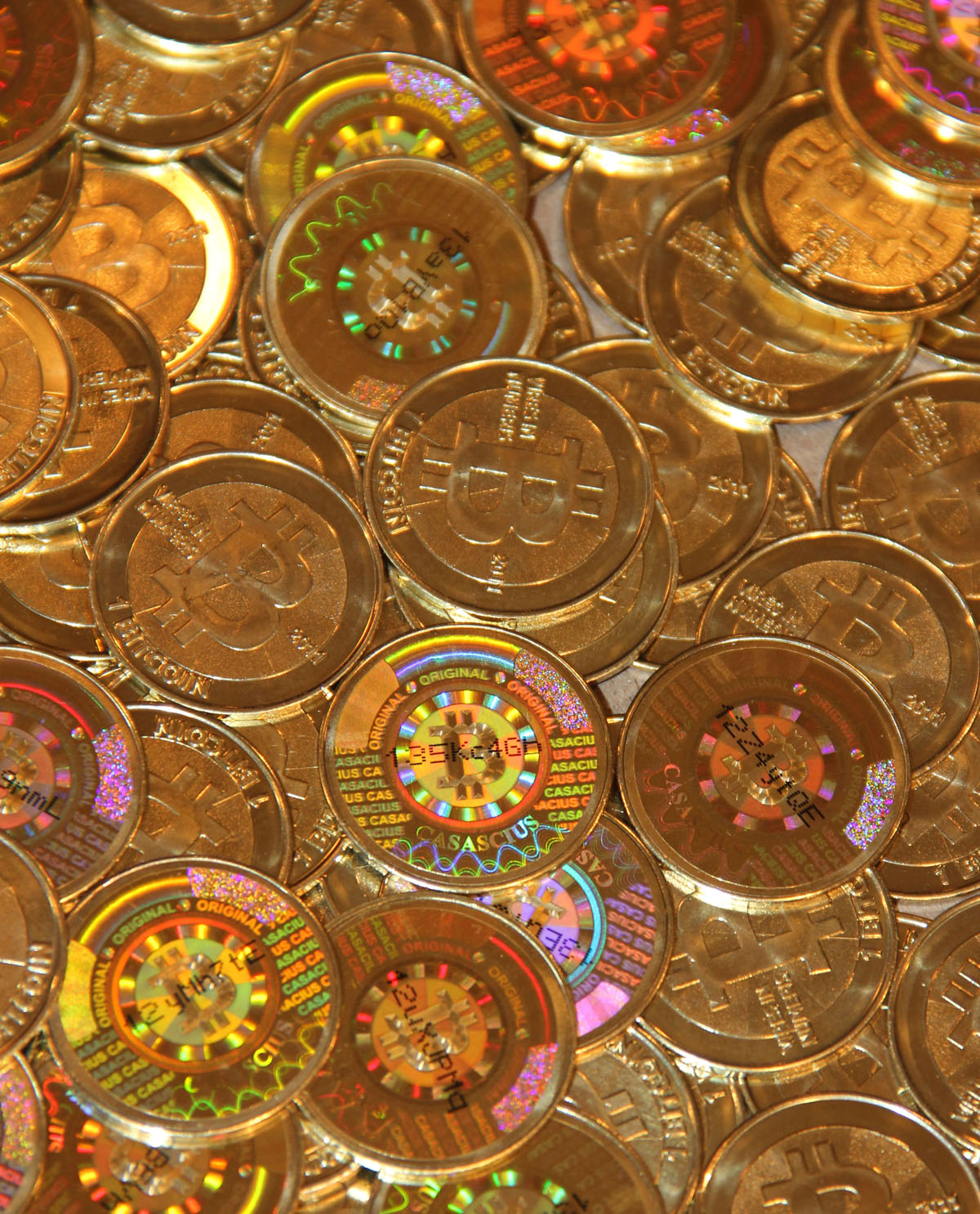
Металлические биткойн-монеты, выпущенные компанией Casascius

Существует возможность обеспечения биткойнами физических монет за счёт одноразовых вскрываемых голограмм и секретных ключей под ними. Однако у владельца таких монет нет возможности проверить, что производитель действительно надёжно уничтожил все копии секретного ключа. Без вскрытия голограммы нет возможности сделать резервную копию ключа или просто убедиться, что ключ действительно имеется, а при её вскрытии подкрепление таких монет биткойнами утрачивается.
В 2011 году американская компания Casascius Bitcoin Mint начала выпуск металлических биткойн-монет разных номиналов. Фактически, это выполненные в форме монет «автономные кошельки» — на них указан биткойн-адрес, а секретный ключ скрыт одноразовой голограммой. Пары ключей создавались без подключения к сети, автоматически наносились на монеты и оригиналы ключей удалялись. На биткойн-адрес монеты можно по обычной процедуре передать любое количество биткойнов. Зная адрес, можно легко убедиться в наличии биткойнов. Но воспользоваться ими можно, только открыв секретный ключ. Пока голограмма не повреждена, можно быть уверенным, что никто не сможет передать их на другой адрес. По данным производителя, голограмму удалили примерно на 9 тысячах из 90 тысяч выпущенных монет.
Монета номиналом 1 биткойн выполнена из латуни, диаметр 28,6 мм, масса 7 граммов; монета в 25 биткойнов гальванически покрыта золотом, диаметр 44,5 мм, толщина — 2,9 мм, масса — 34 грамма. Помимо монет в 1 и 25 биткойнов выпускались номиналы 0,1; 0,5; 5 и 10 биткойнов, а также позолоченные «слитки» в 100, 200, 500 и 1000 биткойнов. Самой большой редкостью является полностью золотая монета номиналом 1000 биткойнов — было выпущено всего 6 штук. Последняя сделка с этой серией была совершена за 1 миллион долларов США.
Эти монеты стали популярны по всему миру в качестве сувениров как предмет коллекционирования и для офлайн-расчётов. Их реализация происходила исключительно за биткойны с небольшой наценкой к номиналу, с последующей почтовой рассылкой. Но в ноябре 2013 года хозяин компании получил уведомление от американской комиссии по финансовым преступлениям (FinCEN) о том, что пересылку биткойн-монет считают пересылкой денег, то есть компания занимается «финансовыми услугами» и «незаконными денежными переводами» без соответствующей регистрации. Это могло повлечь штраф в размере 5000 долларов в день и тюремное заключение сроком до 5 лет, а также конфискацию средств, связанных с бизнесом без лицензии. Кроме того, в США законодательные требования к пересылке денег разные в отдельных штатах. Таким образом, помимо регистрации у федеральных регуляторов, надо регистрироваться в каждом из тех штатов, с жителями которых компания хочет работать. Чтобы не столкнуться с санкциями, компания прекратила свою деятельность. В результате выпущенные ранее монеты Casascius, сделанные из латуни, никеля и серебра высокой пробы, становятся нумизматической редкостью.
В апреле 2015 года появилось сообщение о том, что финская компания планирует наладить новый выпуск биткойн-монет номиналом 0,1 и 0,01 биткойна, а также подарочные «пустышки», у которых будет адрес и ключ, но изначально не будет биткойнов.
В марте 2016 года японская компания выпустила пластиковые физические монеты с ключами к 0,001 BTC.

## Правовой режим
В разных странах отношение к системе «Биткойн» сильно различается. В ряде стран официально разрешены операции с биткойнами. Обычно они рассматриваются как товар или инвестиционный актив и для целей налогообложения подчинены соответствующему законодательству. Иногда биткойны признают в качестве расчётной денежной единицы, в других странах (например, в Японии) биткойн является законным платёжным средством с налогом на их покупку. В Германии с марта 2018 года при оплате товаров криптовалютами не будет взиматься налог на отток капитала — операции с криптовалютами по налогообложению стали такими же, как и операции с прочими платёжными средствами. В других странах (например, в Китае) операции с биткойнами запрещены для банков, но разрешены для физических лиц.
Во многих странах статус до сих пор не определён или изменяется. Первоначально Банк Таиланда заявил, что для операций с биткойнами требуется лицензия на право проведения валютообменных операций. Позже было опубликовано разъяснение, что, из-за отсутствия законных оснований в Таиланде обмен биткойнов не попадает под тайское валютное законодательство, так как иностранные валюты в операциях не участвуют. Через некоторое время Банк Таиланда дополнительно разъяснил, что биткойны можно обменять на иностранную валюту, через обмен они всё же связаны и лицензия нужна.
Даже в одной стране различные государственные учреждения, министерства, суды могут относиться к биткойнам по-разному. В США биткойны считают имуществом. В марте 2013 года FinCEN объявила о том, что операции по обмену любых криптовалют на фиатные деньги должны регулироваться так же, как и операции по обмену фиатных денег между собой. Обменные пункты должны зарегистрироваться в качестве поставщиков финансовых услуг и сообщать о подозрительных транзакциях в органы правопорядка. В ноябре 2013 в Сенате США проходили слушания по поводу виртуальных валют. Хотя окончательного решения не было принято, но криптовалюты не запретили, выразили пожелания их контролировать и изучать, работать над регулированием этого бизнеса. В августе 2013 года обвиняемый в мошенничестве оправдывался тем, что биткойны не являются деньгами и он не несёт перед инвесторами никаких финансовых обязательств. Судья Восточного округа штата Техас принял решение, что при передаче биткойнов в инвестиционный фонд они являются валютой или формой денег, то есть инвесторы передали в фонд деньги и фонд теперь несёт соответствующие обязательства. 25 марта 2014 года Служба внутренних доходов США выпустила руководство по налогообложению операций с биткойнами и другими виртуальными валютами, которые рассматриваются как имущество.
22 октября 2015 года Европейский суд постановил, что операции обмена биткойнов на фиатные валюты освобождаются от НДС. В решении суда уточняется, что закон об НДС распространяется на поставку товаров и оказание услуг. Транзакции в биткойнах были отнесены к платёжным операциям с валютами, монетами и банкнотами, и потому не подлежат обложению НДС. Суд рекомендовал всем странам — членам Евросоюза исключить криптовалюты из числа активов, подлежащих налогообложению.
В июне 2021 года Сальвадор стал первой страной, признавшей биткойн официальным платёжным средством: 7 сентября закон вступил в силу и все предприятия и организации обязаны принимать криптовалюту для оплаты товаров и услуг наряду с долларом США. Собственной валюты Сальвадор не имеет.
В 2022 Центральноафриканская Республика стала второй страной мира, сделавшей биткойн официальным средством платежа.

### Российская Федерация
В январе 2014 года Банк России предупредил, что операции с «виртуальными валютами» являются спекулятивными. В начале июля 2014 первый заместитель председателя Банка России Георгий Лунтовский высказался о том, что за системой «биткойн» наблюдают, вопрос изучается, возможно, в будущем появится законодательное регулирование. 20 марта 2015 года заместитель министра финансов Алексей Моисеев заявил о том, что в 2015 году будет принят закон, который предусматривает наказания за использование денежных суррогатов на территории России; в случае принятия закон фактически запретит использование в России виртуальных валют, в том числе биткойнов. 14 июля 2015 президент России на молодёжном форуме IT-специалистов «Территория смыслов на Клязьме» заявил о допустимости использования криптовалют как формы расчётов в некоторых сферах. Он сообщил, что обсуждал проблему криптовалют с главой Центробанка Эльвирой Набиуллиной и признал, что есть фундаментальные проблемы с широким использованием сегодня криптовалют..
26 октября 2015 года «Известия» сообщили, что министерство финансов России решило ввести наказание за выпуск и оборот биткойнов. Изначально указанное ведомство разработало законопроект, согласно которому нарушителей предполагалось сажать в тюрьму на срок до четырёх лет, однако в итоге Минфин полностью отказался от данных планов. Старший научный сотрудник Центра денежно-кредитной политики Института ФЭИ Финансового университета при Правительстве РФ, к.э.н., Валерий Лопатин высказал мнение о том, что возможный запрет Bitcoin автоматически закроет возможность создания и использования российских сайдчейн-систем, похоронив надежды на появление значительного количества российских инновационных продуктов и услуг. Заместитель председателя комитета Госдумы по безопасности и противодействию коррупции Андрей Луговой и депутат ЛДПР сообщил Агентству городских новостей «Москва», что он против полного запрета криптовалют в России:

Было бы ошибкой отождествлять денежные суррогаты и виртуальную валюту.

По его словам, это приведёт к тому, что в России практически перестанут развиваться новые децентрализованные блокчейн-системы, полностью защищённые от кибератак.

Потенциал этой технологии, даже по предварительным прогнозам, чрезвычайно высок. В ближайшей перспективе это может стать новой защищенной моделью обмена государственной и финансовой информацией, а, принимая во внимание тот факт, что в современной модификации блокчейн непосредственно связан с оборотом виртуальной валюты, то, запрещая одно, мы одновременно запрещаем и блокчейн.

По словам депутата, созданная в Госдуме рабочая группа в ближайшее время намерена вместе с правительством РФ разработать новую концепцию оборота криптовалюты, построенную на максимальном учёте её оборота и должна оценить, можно ли считать криптовалюту денежным инструментом, суррогатом, новым платёжным инструментом либо ценной бумагой.

В настоящий момент её в большей мере можно оценивать как новый, до конца не изученный финансовый инструмент, но уже показавший значительный экономический потенциал.

Аналитический центр НАФИ регулярно проводит исследования общественного мнения о том, нужно ли запрещать в России биткойны. Всероссийский репрезентативный опрос (1600 респондентов), проведённый в октябре 2016 года, показал, что запрет криптовалюты поддерживают только 20 % россиян, год назад сторонников запрета было вдвое больше — 40 %.
В 2017 году в Костромской области было возбуждено уголовное дело за незаконную банковскую деятельность (часть 2 статьи 172 Уголовного кодекса Российской Федерации) в отношении трёх человек, которые обменяли биткойны на сумму, превышающую 500 млн рублей.
1 января 2021 года в России вступил в силу Закон о цифровых финансовых активах и цифровой валюте, который позволяет трактовать криптовалюту как вариант цифровой валюты (см. цифровой рубль), запрещает её приём в России в качестве оплаты товаров и услуг, но допускает принимать в качестве инвестиций.

### Украина
Украина официально использует биткойн и другие криптовалюты для сбора пожертвований на финансирование сопротивления российскому вторжению. По данным Министерства цифровой трансформации Украины, 40 % военных поставщиков Украины готовы принимать криптовалюту, не требуя её предварительной конвертации в евро или доллары. В марте 2022 года в стране был принят закон, который создал правовую базу для криптовалютной индустрии в стране, включая юридическую защиту права на владение виртуальными активами. В том же месяце сервис обмена криптовалют WhiteBIT объявил о возможности проходить регистрационную верификацию с использованием украинского сервиса электронных государственных услуг «Дія».

### Официальное платёжное средство
7 сентября 2021 года Сальвадор первым в мире признал биткойн официальным платёжным средством. До этого в Сальвадоре, не выпускающем собственной валюты, такой статус имел только доллар США.
27 апреля 2022 года Центральноафриканская Республика стала второй страной в мире, которая сделала биткойн официальным платёжным средством.
В 2022 году Бразилия стала третьей страной, где биткойн стал законным платёжным средством в любых финансовых операциях.

## Исследования применения в традиционной финансовой среде
Крупнейший французский банк BNP Paribas исследует возможные способы интегрировать биткойн в валютные запасы банка.
Британский банк Barclays заключил партнёрство с биткойн-ретейлером Safello для исследования возможных приложений блокчейн-технологии в финансовом секторе.
Goldman Sachs опубликовал отчёт «Будущее финансов: революция способов оплаты в грядущем десятилетии», в котором подразумевается, что биткойн и криптовалюты в целом могут изменить платёжную экосистему. Goldman Sachs также принял участие в финансировании общим объёмом 50 млн долларов биткойн-стартапа Circle.
Биржа NASDAQ в процессе разработки платформы Linq тестировала один из протоколов «покраски» биткойнов Open Assets Protocol для обеспечения полного цикла управления ценными бумагами.
В некоторых других прототипах задействованы системы Ripple или Ethereum.
Швейцарский финансовый конгломерат UBS считает, что сайдчейны биткойна обладают потенциалом, сравнимым с Ethereum. Данное заявление UBS сделал примерно через полгода с момента открытия им технологической лаборатории по изучению применения технологии блокчейна.
Австралийский экономист Джон Куиггин считает, что система «Биткойн» заставляет пересмотреть ряд экономических теорий. По его мнению, цена биткойна значительное время превышает его оптимальное значение, поэтому Куиггин видит в этом опровержение гипотезы эффективного рынка, он уверен в некой «реальной стоимости», отличной от рыночной. Также давались и противоположные оценки, например, в 39-страничном отчёте инвестиционной компании Needham & Company говорится о заниженности текущей рыночной цены биткойна по отношению его к «реальной стоимости». Автор доклада пришёл к такому выводу на основе сравнительного анализа со спекулятивными инвестициями в золото.

### Сравнение с золотым стандартом

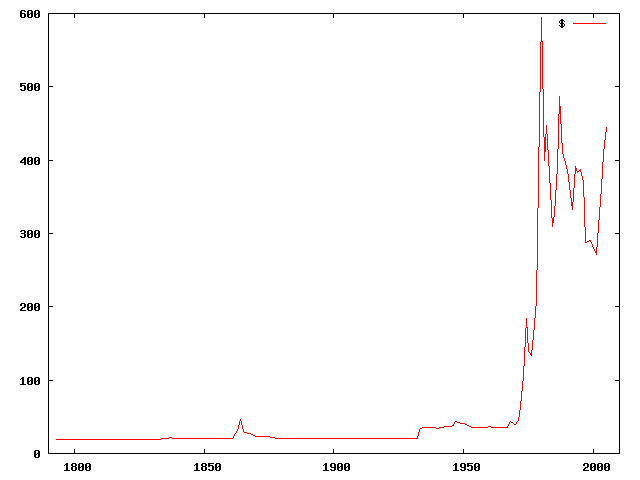
Цены на золото во время и после золотого стандарта (до 2005 года) в долларах США

По заказу Банка Канады был произведён сравнительный анализ золотого стандарта периода 1880—1913 годов с возможным аналогом золотого стандарта, основанном на биткойне. Из плюсов гипотетического стандарта, основанного на биткойне, автор отметил усиление предсказуемости уровня цен и высвобождение средств, которые сейчас направляются на хеджирование рисков валютных колебаний. Однако он также считает, что при сохранении системы частичного резервирования избежать экономических кризисов при помощи такого стандарта не получится. А появление такого стандарта по инициативе центробанков он считает маловероятным из-за их возможности бесплатного получения денег за счёт сеньоража.

## Экономика

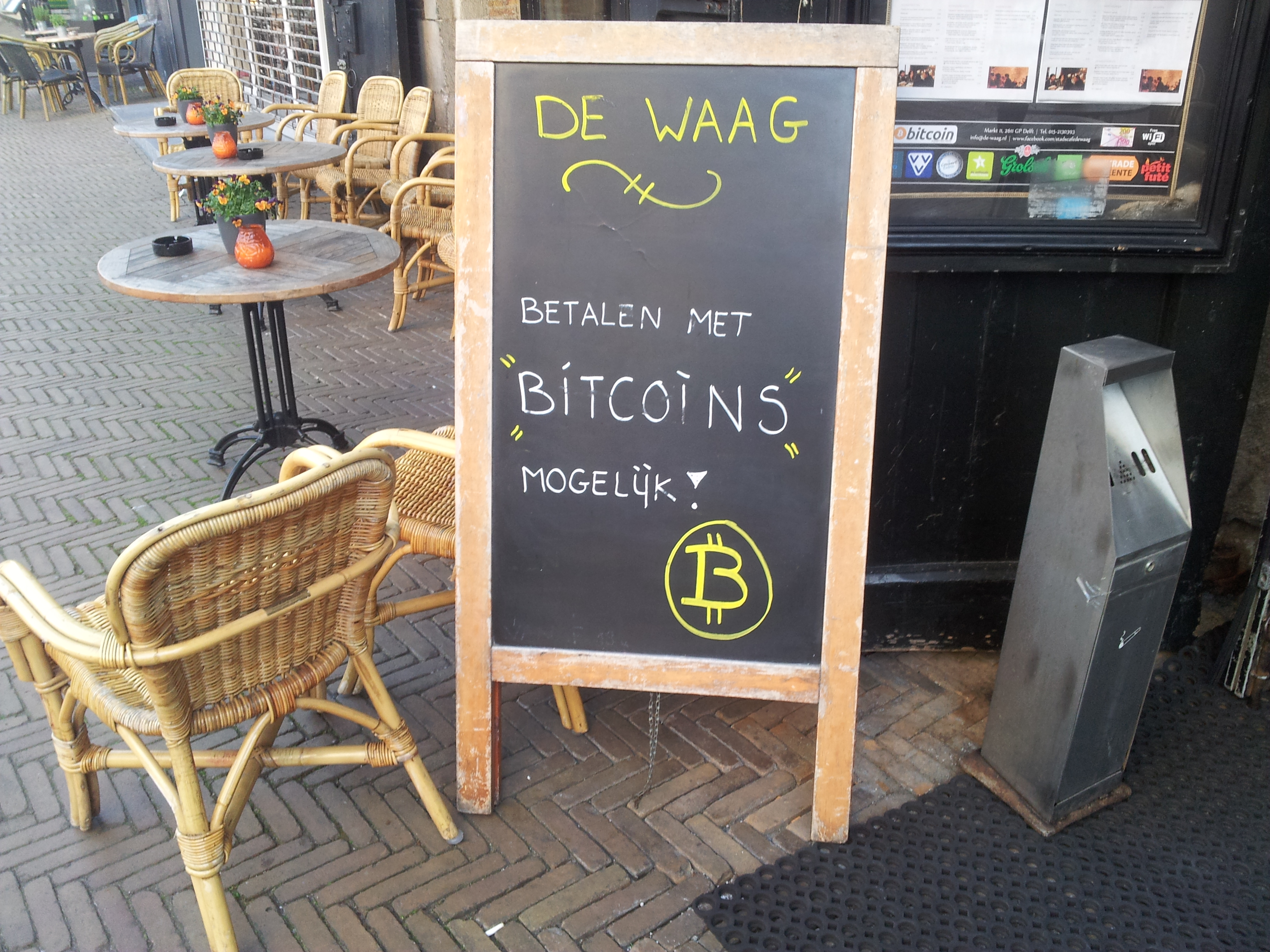
В этом кафе можно расплатиться биткойнами. Нидерланды, Делфт, 2013 год

Биткойны не являются долговым обязательством эмитента, что отличает их от электронных денег и безналичных расчётов. Котировка биткойна формируется исключительно балансом спроса и предложения, не привязана к какой-либо валюте или другому активу. В отличие от фидуциарных денег, система «Биткойн» не принадлежит административному органу (центробанку или государству), который стремился бы обеспечить ликвидность на заданном уровне, обязался сам и/или обязывал других принимать оплату в биткойнах или мог бы изменить его покупательную способность путём волевого изменения суммарного количества биткойнов.
Часто утверждается, что ограничение эмиссии является защитой от инфляции, так как предполагается, что ограниченное предложение обеспечит тенденцию к росту котировок. Это стимулирует спекулятивное накопление биткойнов. Ряд авторов считает, что ограниченное количество биткойнов не является достаточным условием для гарантирования тенденции роста курса, так как ещё одним необходимым условием для этого является увеличение объёма предложения товаров и услуг за биткойны и сервисов, связанных с ним. То есть неспекулятивная ценность биткойнов напрямую зависит от объёма только тех товаров и услуг, которые можно будет за них приобрести, а не общемировой товарной массы.
Биткойны принимаются в обмен на сетевые услуги и реальные товары. Многие организации принимают пожертвования в биткойнах. На игре Университетской лиги США в объективы телекамер попал плакат одного из студентов «Мама, пришли денег!» со знаком биткойна и QR-кодом биткойн-адреса студента. За сутки студент получил пожертвований на 20 тысяч долларов. В случае с WikiLeaks приём биткойнов стал вынужденной мерой после того, как Visa, Mastercard, Bank of America прекратили принимать пожертвования в адрес WikiLeaks, а PayPal и некоторые другие платёжные системы заморозили счета. Предоставление возможности оплаты через биткойны может служить дополнительной рекламой, даже если такая оплата ни разу не проводилась.
По оценке Henley&Partners в августе 2024 в мире насчитывалось 85 тысяч биткойновых миллионеров.

### Классификация
Сатоси Накамото использовал термин электронные наличные (англ. electronic cash). Сторонники системы считают биткойны «новым видом денег». Но среди экономистов ведутся дебаты, являются ли биткойны деньгами (валютой). Биткойны обладают рядом качеств, присущих деньгам: их трудно получить, ограниченное предложение, лёгкость проверки. Биткойны могут выполнять ряд денежных функций: средство обращения, средство платежа, средство накопления. Экономический обозреватель The New Yorker Джеймс Суровецки в 2011 году высказал мнение, что хотя покупка биткойнов для спекулятивных целей носит массовый характер, но они не подходят для длительного хранения как предмет со стабильной ценностью из-за сильных колебаний котировок. Когда торговцы указывают цены в биткойнах, эти цены как правило привязаны к ценам в традиционных валютах. Таким образом, лучше всего биткойны выполняют функции средства обращения и средства платежа.

### Ценоваяволатильность

Линейный график курса Bitcoin по отношению к USD

Логарифмический график курса Bitcoin по отношению к USD и показатель волатильности

Котировка биткойна зависит исключительно от баланса спроса и предложения, она никем не регулируется. Ни резкий рост, ни резкое падение не ограничивается, как это происходит на фондовых биржах путём остановки торгов.
С 2009 по апрель 2010 года биткойны лишь накапливались. 25 апреля 2010 года состоялась первая официальная продажа 1000 биткойнов по 0,3 цента, а в мае 2010 года за 10 000 биткойнов купили две пиццы. Лишь в феврале 2011 года за биткойн начали давать доллар или около того. Первая крупная статья о биткойнах — в Forbes 20 апреля 2011 года пробудила более широкий интерес. К концу мая за биткойн давали почти 9 долларов, 9 июня 2011 года цена достигла 29,57 доллара, после чего пошла вниз примерно до двух долларов и вернулась только 19 февраля 2013 года. В апреле 2013 года произошёл новый резкий подъём до 266 долларов и последующий обвал до уровня 50 долларов. В середине ноября 2013 года цена превысила 1000 долларов. После череды всплесков и падений, с января 2014 года цена имела тенденцию к понижению. В январе 2015 года цена снизилась до 200 долларов, после чего начала колебаться в пределах 200—300 долларов. Ряд исследователей полагает, что быстрый рост котировок в 2013 году был результатом операций на площадке Mt.Gox лишь одного участника торгов.
Осенью 2015 года биткойн подорожал на 97 %, превысив 490 долларов. По мнению Financial Times, резкий рост курса биткойна был связан с популярностью финансовой пирамиды MMM Global Republic Bitcoin, созданной Сергеем Мавроди. 12 апреля 2016 года организация MMM Global прекратила использование биткойнов из-за невозможности выполнить по ним свои обязательства, но это не вызвало уменьшения цены биткойна.
По мнению другого издания, Wall Street Journal, данный рост был связан с популярностью ценных бумаг GBTC на бирже NASDAQ. По состоянию на май 2016 года котировка GBTC значительно превышает стоимость их эквивалента в размере 0,1 BTC.
Значительные колебания котировок вызвали много обсуждений. Появились прогнозы, что цена биткойна в будущем достигнет 40 тыс. долларов и даже 100 тыс. долларов. По прогнозу исполнительного директора Coinbase, биткойн может вытеснить доллар с позиции мировой резервной валюты в течение 10—15 лет.
В 2017 году цена биткойна очень выросла. В начале года она была чуть ниже 1000 долларов, 28 ноября достигла 10 000 долларов. 17 декабря 2017 года цена достигла исторического максимума в 19 666 долларов, после чего началось затяжное снижение.
6-7 февраля 2019 года цена биткойна снизилась до уровня 3350 долларов, после чего начался постепенный рост котировок.
1 декабря 2020 года цена биткойна обновила исторический максимум до рекордных 19 902,86 доллара, и в последующие дни рост цены продолжился.
В 2024 году курс биткойна начал стремительно расти после избрания Дональда Трампа президентом США, с 5 ноября, когда стало известно о его победе, цена биткойна выросла на 40 %, а с начала 2024 года — более чем вдвое. 5 декабря 2024 года курс биткойна впервые превысил 100 тыс. долларов.

### Площадки обмена

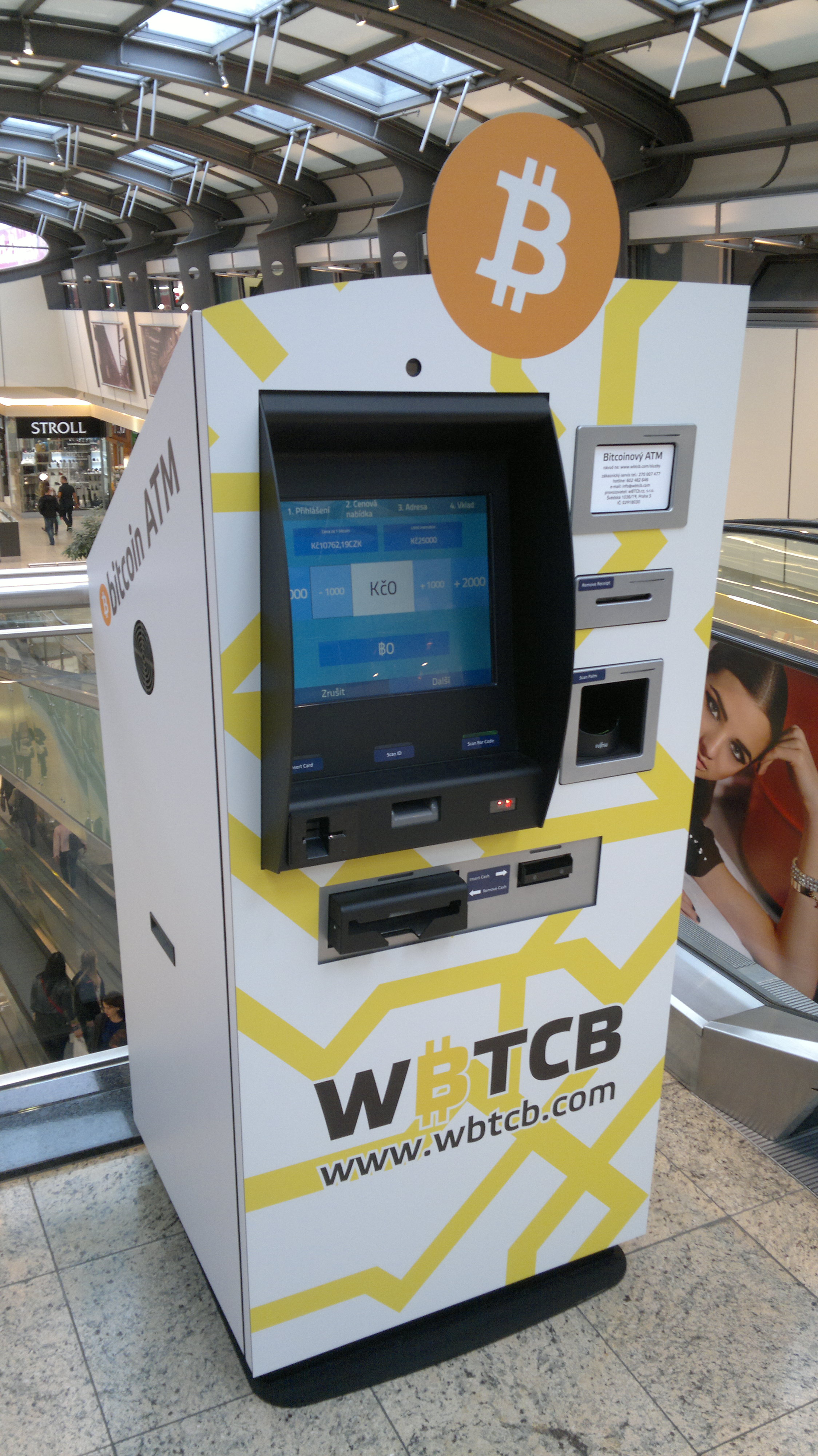
Банкомат, поддерживающий операции с биткойнами (Брно)

Купить или продать биткойны можно операцией непосредственно с человеком или через специализированные банкоматы. Но более известны сервисы обмена цифровых валют (в том числе биткойнов) на другие активы, включая национальные валюты. Подобные службы обычно совершают все операции только в электронной форме. Как правило, за операции взимается комиссия.
Подобные площадки часто именуются «биржами», хотя они не имеют официальных биржевых лицензий. Скандалы со взломом площадок обмена показали потенциальную техническую и юридическую незащищённость их клиентов при воровстве криптовалют.

#### Mt.Gox
Mt.Gox — первая из крупных площадок купли-продажи криптовалют. Располагалась в Японии. В конце февраля 2014 года торги были остановлены в связи с кражей у Mt.Gox крупной суммы биткойнов. Стало известно, что в программном обеспечении Mt.Gox, написанном владельцами для внутренних нужд, была уязвимость, которая позволила злоумышленникам украсть около 650 000 биткойнов. 15 апреля 2014 года компания подала в суд Токио заявление о собственной ликвидации.

#### Bitstamp
Bitstamp — одна из старейших площадок по обмену биткойнов, зарегистрированных в Европе (Люксембург), входит в пятёрку самых крупных в мире. Bitstamp с апреля 2016 года поддерживает две торговых пары — BTC/USD и BTC/EUR. На октябрь 2015 суточный оборот составлял 15 300 биткойнов. В 2014 году Bitstamp подверглась атаке, и операции на несколько дней были приостановлены, после чего система безопасности была серьёзно преобразована. Для регистрации на Bitstamp требуется подтвердить идентификационные данные, в том числе доказать резидентство.

#### Cryptsy
Cryptsy была одной из самых значительных площадок по обмену биткойнов среди тех, которые, кроме биткойнов, торгуют и другими криптовалютами. Площадка была зарегистрирована в мае 2013 года в США. На ноябрь 2015 года её суточный оборот составляет около 400 биткойнов. Верификация аккаунта обязательна только для работы c долларами США. В январе были приостановлены торги по причине возможного банкротства, из-за хакерской атаки.

#### Kraken
Kraken — основана в 2011 году компанией Kraken из Сан-Франциско. Суточный оборот площадки на ноябрь 2015 года составляет около 6100 биткойнов. Для регистрации возможно пройти несколько ступеней верификации, различные ступени дают различные возможности торговли.

#### Bitfinex
Bitfinex — площадка по обмену биткойнов. Суточный оборот на ноябрь 2015 года составлял 10 300 биткойнов. Для ввода и вывода долларов требуется достаточно строгая верификация. Из фиатных денег обмен возможен только на доллары, из криптовалют — только биткойны и лайткойны.
Bitfinex была взломана 2 августа 2016 года, в результате чего мошенникам удалось вывести 119 756 BTC, что по курсу на тот момент было эквивалентно приблизительно 65 млн долларов. После непродолжительного простоя сервис продолжил свою работу, и руководством было принято решение распределить потери между всеми аккаунтами, в результате чего аккаунт каждого пользователя был уменьшен на 36 %.

#### BTC-E
BTC-E, основанная в 2011 году, является самой крупной русскоязычной площадкой по обмену биткойнов и входит в пятёрку крупнейших в мире. Имеется обмен на доллары США, российские рубли и евро, между которыми поддерживается также обмен напрямую по внутреннему курсу. В отличие от Mt.Gox, при регистрации нет требования идентификации личности. Суточный оборот площадки на октябрь 2015 составлял около 12 600.
На официальном сайте по состоянию на ноябрь 2015 года нет регистрационной информации и не указана правовая юрисдикция компании. В других источниках встречаются данные, что BTC-E использует сторонние банковские услуги, один из банков находится в Чехии, компания зарегистрирована в Болгарии, управляющая компания базируется на Кипре, а учредителями являются два российских программиста, которые, по их словам, ранее работали в Сколкове.
25 июля 2017 года сотрудники ФБР изъяли в дата-центре всё оборудование BTC-E. 28 июля был заблокирован домен. Часть средств сервиса была арестована ФБР. В Греции был задержан гражданин России Александр Винник по обвинению в отмывании денег. В документах Минюста США, направленных греческим властям, Александр Винник назван одним из руководителей преступной организации, которая отмывала деньги с помощью биткойнов и сервиса BTC-Е. Со стороны FinCEN за нарушение законов США против отмывания денег на BTC-Е выписан штраф в размере 110 млн долларов США, хотя они и признают, что юрисдикция и расположение BTC-E неизвестны. Виннику выписан штраф на 12 млн долларов. На форуме bitcointalk в сообщении пользователя «btc-e.com» утверждается, что Александр Винник никогда не был руководителем или сотрудником сервиса BTC-E.

#### Китайская тройка
С конца 2013 года обмен биткойнов на юани сравнялся с обменом биткойнов на доллары. К июню 2014 года обмен на юани составлял 79 % общего обменного оборота биткойнов, а на доллары — только 16 %. Основной оборот обеспечивают три китайские площадки OKCoin, BTC China и Huobi (суточный оборот каждой в начале 2015 года составлял от 100 000 до 200 000 биткойнов). Специалисты отмечают большое количество транзакций, в которых продавец является одновременно покупателем, то есть не происходит реального изменения собственника. Стимулирует такие сделки отсутствие комиссий, жёстких ограничений и некоторые другие особенности. Например, на площадке OKCoin за большой оборот начисляются бонусы, которые можно использовать для увеличения возможностей маржинальной торговли. В итоге возможно существенное искажение статистики.

#### Binance
Binance основана в 2017 году со штаб-квартирой в Гонконге и быстро стала одной из ведущих площадок обмена. В марте 2018 года перерегистрировалась на Мальте. На апрель 2018 года было 7,9 миллионов пользователей сервиса. С начала 2019 года запущена Binance Jersey — новая торговая платформа для обмена криптовалют на фиатные деньги, в том числе российские рубли. 13 сентября 2019 года добавили торговлю фьючерсами биткойна. В 2020 году создали Binance Cloud — новый сервис для запуска площадок по обмену цифровых монет на основе технологий Binance.

#### BitMEX
BitMEX основана в 2014 году на Сейшелах. Этот сервис дал широкие возможности торговли деривативами. В 2016 году BitMEX запустила торговлю обратными бессрочными фьючерсами, которые стали самым популярным инструментом на торговой площадке.
В 2022 году троих основателей BitMEX приговорили к уплате штрафов по 10 млн долларов и условным срокам за нарушение закона США о банковской тайне в части сознательного отсутствия контроля за отмыванием денег.
По состоянию на январь 2023 года сервис работает, но не обслуживает граждан США и ряда других стран, в том числе и Российской Федерации.

### Сайты с «бесплатными» биткойнами
На конец 2014 года существовало множество сайтов с «бесплатными» биткойнами («краны» биткойнов, англ. Bitcoin faucet), которые предлагали всем желающим регулярно получать небольшое количество сатоши в обмен на выполнение простых задач, например, клик на рекламном баннере, решение капчи, просмотр веб-страницы в течение определённого времени. Эти сайты обычно размещали общую информацию о биткойнах, при регистрации запрашивали биткойн-адрес для перевода начисленных сатоши.
Типичный размер вознаграждения составляет менее 100 сатоши, но многие сайты в форме лотереи разыгрывают достаточно большие призы. Обычно сайты не передают сатоши сразу, а ведут накопительный учёт начислений в собственной системе, разрешая вывод относительно большого количества — 10 000 и более сатоши. Зачастую действует ограничение по времени — после начисления объявляется тайм-аут от 5 минут до 1 часа до следующего призового события, что не позволяет интенсифицировать получение в рамках одного сайта. Многие подобные сайты имеют систему реферальных выплат. Появились сайты, обеспечивающие вход одновременно на несколько сайтов с бесплатными биткойнами — это позволяет экономить время на переключениях.
Бизнес-модель сайтов с выплатой бесплатных сатоши строится на получении дохода от баннерной рекламы и платы за просмотр рекламных материалов с последующим распределении между зарегистрированными пользователями части этого дохода.

### Централизованные цифровые валюты с привязкой к биткойну
16 мая 2013 года электронная система расчётов WebMoney объявила о запуске в обращение титульных знаков «WMX», эквивалентных 0,001 BTC. В связи с тем, что передача WMX внутри Webmoney не порождает никаких транзакций в системе «Биткойн», а сами WMX являются не биткойнами, а правом на получение биткойнов, работа с WMX полностью аналогична работе с другими титульными знаками WebMoney. Полученные WMX можно сразу передавать, не дожидаясь включения транзакции в блок. Кроме того, ошибочные или мошеннические транзакции можно оспорить в Арбитражном сервисе WebMoney, можно легко обменять WMX на другие титульные знаки системы.
При этом WebMoney централизована и предусматривает многоуровневую идентификацию пользователей. В частности, WMX‑кошелёк могут создавать только пользователи, загрузившие скан своего паспорта на сайт Центра Аттестации WebMoney или получившие в системе аттестат не ниже начального, что предусматривает предоставление бумажных копий паспорта агентам Центра Аттестации. Таким образом, при работе с WMX нет анонимности.

## Оценка технологии «Биткойн»
Основатель пиратской партии Швеции Рикард Фальквинге в 2011 году предположил:

Я предвижу, что «Биткойн» станет широко использоваться где-то к 2019 году. Мой прогноз основан на развитии других новаторских технологий. Например, блогинг появился в 1994, но пришёл в широкие массы в 2004; файлообмен появился ещё в 1989, но только с появлением «Напстера» в 1999 он пришёл к массам. Потоковое видео появилось в 1995, причём поначалу только в порноиндустрии, в 2005 появился «YouTube» — и всё переменилось, настолько он был удобен. В этом нет ничего плохого, это просто наблюдение, что любой новаторской технологии с момента внедрения до созревания и удобства в использовании необходимо для выхода в широкие массы около десяти лет.

В начале 2014 года Фальквинге сделал ещё один прогноз: «Биткойн изменит общество сильнее, чем Интернет, но почувствуем мы это не ранее 2025 года, а в 2035 году это станет очевидным».
Бывший конгрессмен и известный противник ФРС Рон Пол изначально не был знаком с технологией блокчейн и относился к биткойну скептически:

Если я не могу положить его в карман, значит у меня есть сомнения.

Мнения его сторонников разделились: одни считали, что он никогда не признаёт ничего, кроме золота, а другие, что он поменяет мнение, когда получит исчерпывающую информацию о технологии. Позже он положительно отозвался о биткойне.

### Альтернативное использование технологии
Открытый исходный код программного обеспечения системы «Биткойн» был использован не только для многочисленных подражаний с незначительными модификациями (например, форк Litecoin, в котором используется функция хеширования scrypt вместо SHA-256, объём и скорость эмиссии увеличены в 4 раза). В ряде систем были принципиальные изменения:
- Сеть Namecoin — система альтернативных корневых DNS-серверов.
- Форк Primecoin, в котором в качестве системы подтверждения выполненной работы используются полезные вычисления — не хеши, а цепочки простых чисел.
- Компания SmartMetric объявила о доступности для предпринимателей и разработчиков платёжной карты со встроенным нанокомпьютером, которая является офлайновым хранилищем биткойнов и совместима с имеющимися стандартами банкоматов[262].

Технология блокчейна нашла применение в приложениях, которые не являются платёжными системами:
- Сеть Coinprism — цифровое подтверждение прав собственности на произвольные объекты[263].
- Компания Bitnation (основана в 2014 году) предоставляет услуги традиционного государства: удостоверение личности, нотариат и ряд других[264][265].

## Критика

### Эмиссия денег вне контроля
Псевдонимность участников транзакций (отсутствие в системе «Биткойн» персональной информации) усложняет государству задачу контролировать финансовые потоки, в том числе через государственные границы. В сентябре 2014 года Банк Англии высказал опасение, что если у системы «Биткойн» увеличится популярность, то в крайнем варианте можно потерять контроль над инфляцией. Аналогичное мнение в октябре 2014 года повторил заместитель министра финансов Российской Федерации Алексей Моисеев.

### Оборот нелегальных товаров
Использование биткойнов в теневой экономике позволяет обеспечить неподконтрольность национальным органам власти торговлю такими товарами, как оружие, наркотики и т. п.. В качестве примера подобной торговли СМИ чаще всего рассматривают историю интернет-магазина Silk Road. При этом во время слушаний в Сенате США по поводу виртуальных валют отмечалось, что наличные деньги для нелегальных сделок используют гораздо чаще, но это не становится основанием для критики или запрета наличных.

### Высокая волатильность
По мнению вице-президента Чешского национального банка Моймира Гампла, высокая волатильность цены препятствует использованию биткойна в качестве средства платежа.
В январе 2018 года в научном издании Journal of Monetary Economics было опубликовано исследование экономистов из Тель‑Авивского университета и американского университета Талсы, в котором они указали на факт манипуляции курсом биткойна одним или двумя крупными игроками при помощи торговых ботов Willy и Markus на криптовалютной площадке обмена Mt.Gox, в результате чего курс биткойна в 2013 году вырос за два месяца со 150 до 1000 долларов. Авторы исследования отметили, что при принятии решений об использовании биткойна в качестве валюты (как это сделали власти Японии в апреле 2017 года) важно учитывать его уязвимость для подобных манипуляций.

### Спекулятивный пузырь
Многие экономисты считают систему «Биткойн» спекулятивным пузырём. Бывший глава ФРС США Алан Гринспен 5 декабря 2013 года в интервью агентству Bloomberg заявил, что считает «Биткойн» «пузырём», так как, по его мнению, биткойны не имеют никакой реальной ценности.
Австралийский экономист Джон Куиггин считает биткойны приемлемым инструментом расчётов вместо бартера, но неподходящим на роль финансового актива. Базовая стоимость активов должна либо формироваться их альтернативным использованием (как альтернативная стоимость у золота или серебра), либо их доходностью (как дисконтированная стоимость у акций или облигаций). Но у биткойна подобных источников стоимости нет. Если торговцы откажутся принимать биткойны в качестве оплаты за товары и услуги, их стоимость станет нулевой. Именно отсутствие вариантов продуктивного использования биткойнов или потока доходов делает их цену исключительно спекулятивной. Куиггин считает, что рано или поздно цена биткойна достигнет своего истинного значения — нуля, но невозможно сказать, когда именно это произойдёт.
Роберт Шиллер, лауреат Нобелевской премии по экономике (2013), считает, что биткойн «демонстрирует многие из характеристик спекулятивного пузыря».
Дэвид Андолфатто (англ. David Andolfatto), вице-президент Федерального резервного банка Сент-Луиса, считает, что цена биткойна «состоит исключительно из пузыря», хотя он признаёт, что многие иные активы имеют цены выше, чем их внутренняя стоимость.
Тимоти Ли из Washington Post в ноябре 2013 года заметил, что наблюдаемые циклы роста и снижения цены биткойна не характерны для спекулятивного пузыря. Он указывает, что для пузыря характерно падение цены после того, как становится очевидным её спекулятивная завышенность и последующего возврата не происходит. Для биткойнов периоды снижения сменялись новым ростом даже после выхода негативных новостей.
Джеймс Суровецки, экономический обозреватель The New Yorker, считает, что благодаря стремительному росту цены, а вместе с тем и популярности, система «Биткойн» выглядит как классический пузырь.

Но главное, люди решили, что покупать и держать биткойны — легкий способ зарабатывать деньги. В результате многие — вероятно, даже большинство — пользователей приобретают биткойны не для покупки товаров и услуг, а для спекуляции. Это плохое инвестиционное решение, которое к тому же плохо сказывается на перспективах биткойна.
Оригинальный текст (англ.)More important, it also made people think that buying and holding bitcoins was an easy way to make a buck. As a result, many—probably most—Bitcoin users are acquiring bitcoins not in order to buy goods and services but to speculate. That’s a bad investment decision, and it also hurts Bitcoin’s prospects.
— https://esquire.ru/bitcoin
Американский исследователь влияния случайных событий на мировую экономику и биржевую торговлю Нассим Николас Талеб на Visa Informal Cashless Forum 2021 раскритиковал ценность криптовалют как таковых, и предсказал, что в конечном итоге они будут иметь нулевую стоимость. По его мнению, значительное повышение цены не является удачей для валюты. «Валюта должна быть стабильна. Если ты будешь платить ренту в биткойнах, ты можешь обанкротиться в случае, если он сильно пойдёт вверх, а твой доход привязан к фиатным деньгам». Также он отметил «Это пузырь. И если он сдуется, это может нанести некоторый вред экономике.»

### Дискуссия о финансовой пирамиде
Бывший старший советник Казначейства США и Международного валютного фонда Нуриэль Рубини в марте 2014 года заявил, что «Биткойн» является вариантом финансовой пирамиды. В этом убеждён и Джонатан Тругман из New York Post.
В 2012 году Европейский центральный банк в докладе отметил, что пока нет возможности оценить, является ли работа системы «Биткойн» финансовой пирамидой. В 2014 году глава Банка Эстонии осторожно отмечал отсутствие доказательства того, что «Биткойн» не является финансовой пирамидой.
В отчёте 2014 года Всемирного банка указывается, что «вопреки широко распространённому мнению, „Биткойн“ не является преднамеренной финансовой пирамидой». По мнению Эрика Познера, профессора права в Университете Чикаго, финансовая пирамида обычно имеет признаки мошенничества, а ситуация с «Биткойном» больше похожа на коллективную иллюзию. Экономист Джеффри Такер утверждает, что «есть несколько ключевых различий между финансовой пирамидой и „Биткойном“». В отчёте 2014 года Совета Федерации (Швейцария) в ответ на неоднократно поднимавшийся вопрос, является ли «Биткойн» финансовой пирамидой, делается вывод, что система «Биткойн» не делает типичных обещаний прибыли, поэтому «Биткойн» пирамидой не является.
Надо отделять вопрос, является ли система «Биткойн» финансовой пирамидой, от фактов использования биткойнов и других криптовалют для создания и функционирования финансовых пирамид — примером может служить организованная Сергеем Мавроди «MMM Global».

### Непризнание валютой
В интервью радио «Голос России» финансовый эксперт и американский предприниматель Карл Деннингер заявил, что биткойн никогда не был валютой, потому что для этого необходимо выполнение двух условий.

Первое — необходимо быть средством обмена, чтобы вы и я могли совершать операции с различными товарами и услугами. А это требует повсеместного признания. Второе — необходимо быть стабильным средством сохранения стоимости, таким, чтобы я мог вложить в данную валюту определённую стоимость, созданную моими усилиями в сфере экономики, и получить её обратно через некоторое время.
Оригинальный текст (англ.)First, it needs to be a medium of exchange so you and I can transact in various goods and services. That requires wide acceptance. It also needs to be a stable store of value so that I can place a certain amount of value from my economic efforts into that particular currency and retrieve it at a later date.
— Карл Деннингер. Биткойн не валюта
Уоррен Баффет считает, что биткойн не является долговечным средством обмена.

Это не валюта. Я бы не удивился, если бы он [биткойн] исчез в ближайшие 10-20 лет.
Оригинальный текст (англ.)It's not a currency. I wouldn't be surprised if it wasn't around in the next 10-20 years.
— Уоррен Баффет. I'm Buying Stocks If They Fall Today, And Bitcoin Is Not A Currency

### Риски
Центральный банк Российской Федерации предостерегает россиян от использования биткойнов: «По „виртуальным валютам“ отсутствует обеспечение и юридически обязанные по ним субъекты. Операции по ним носят спекулятивный характер, осуществляются на так называемых „виртуальных биржах“ и несут высокий риск потери стоимости».
29 сентября 2017 г. глава Минфина Антон Силуанов заявил, что в стратегию повышения финансовой грамотности россиян необходимо включить тему криптовалют:

Мы сейчас видим здесь больше рисков, чем рекомендаций по инвестированию в такого рода инструменты, поэтому объяснение возможных последствий вложения в нерегулируемые, малопрогнозируемые инструменты будет одним из вопросов финансовой грамотности.

### Экология
Отдельными учёными было предсказано, что в случае продолжения роста показателя сложности и наращивания вычислительных мощностей для майнинга через 30 лет использование биткойнов приведёт к глобальному потеплению на 2 градуса по шкале Цельсия.
В 2021 году затраты электроэнергии в мире на майнинг биткойнов оценивались в 121,36 тераватт-часа за год, что больше годового потребления такой страны, как Аргентина.
С весны 2021 года в разных провинциях Китая начали вводиться запреты на централизованный майнинг, чтобы не допускать перебоев в электросетях из-за перегрузок. К середине июля 2021 года 90 % майнинг-компаний в Китае прекратили работу. Для биткойна это привело к понижению параметра сложности на 45 % по сравнению с маем 2021 года.